# Венера (символ)

Сучасне дзеркало Венери

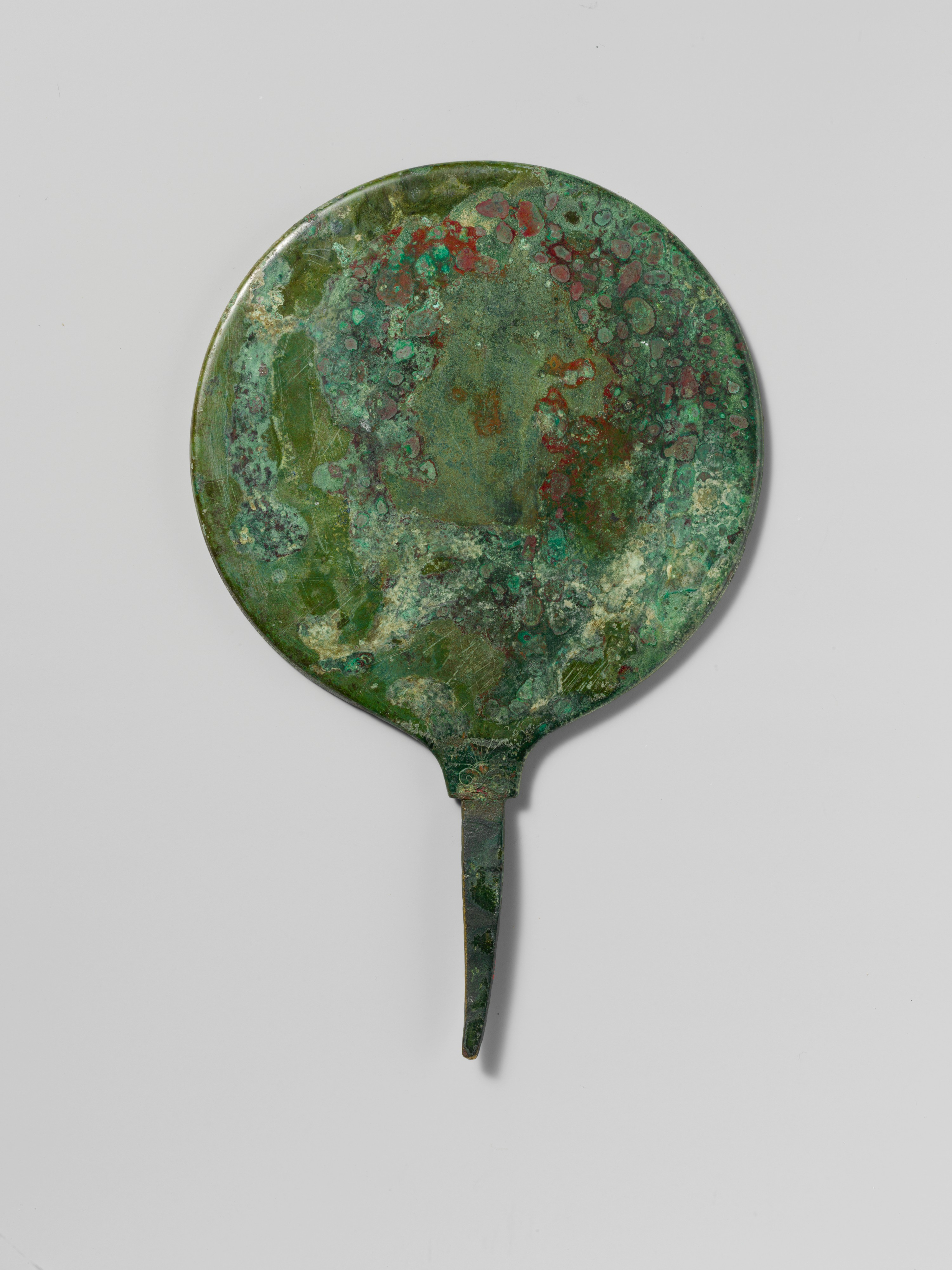
Бронзове дзеркало типу, асоційованого з Венерою, поч. 4 ст. до н. е.

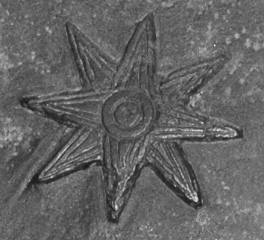
Месопотамська зоря Іштар (між 1186 і 1172)

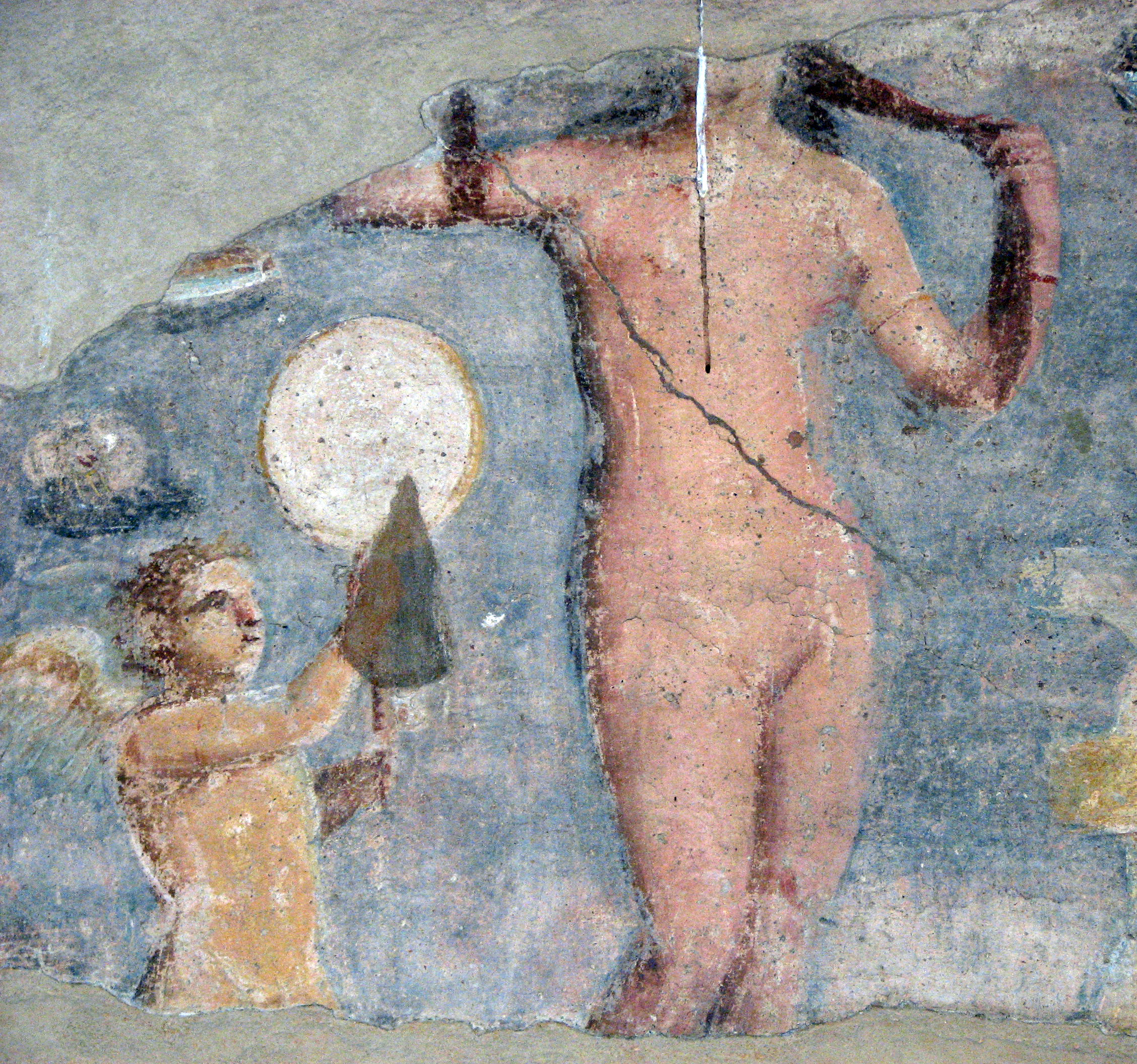
Амур підносить Венері дзеркало. Остія Антика, Італія

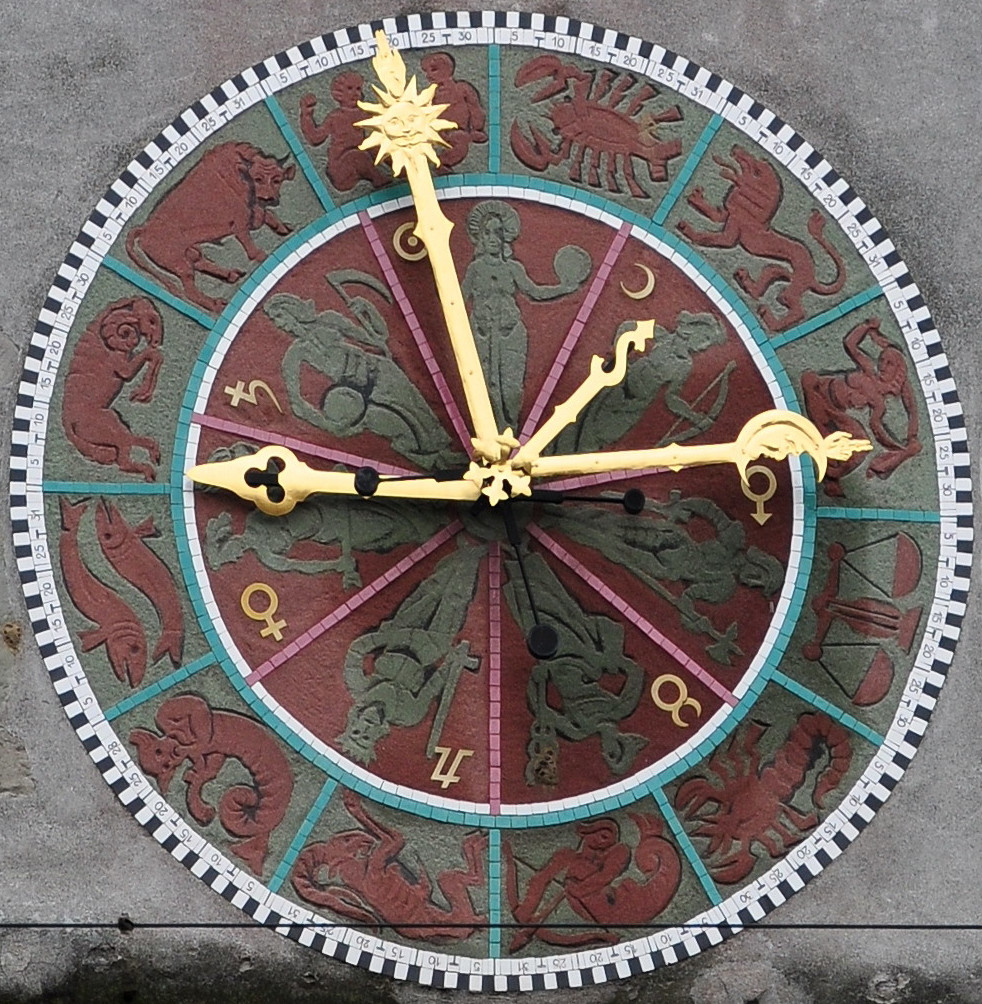
П'ятниця і богиня Венера на годиннику-календарі 13-го століття в Цузі, Швейцарія

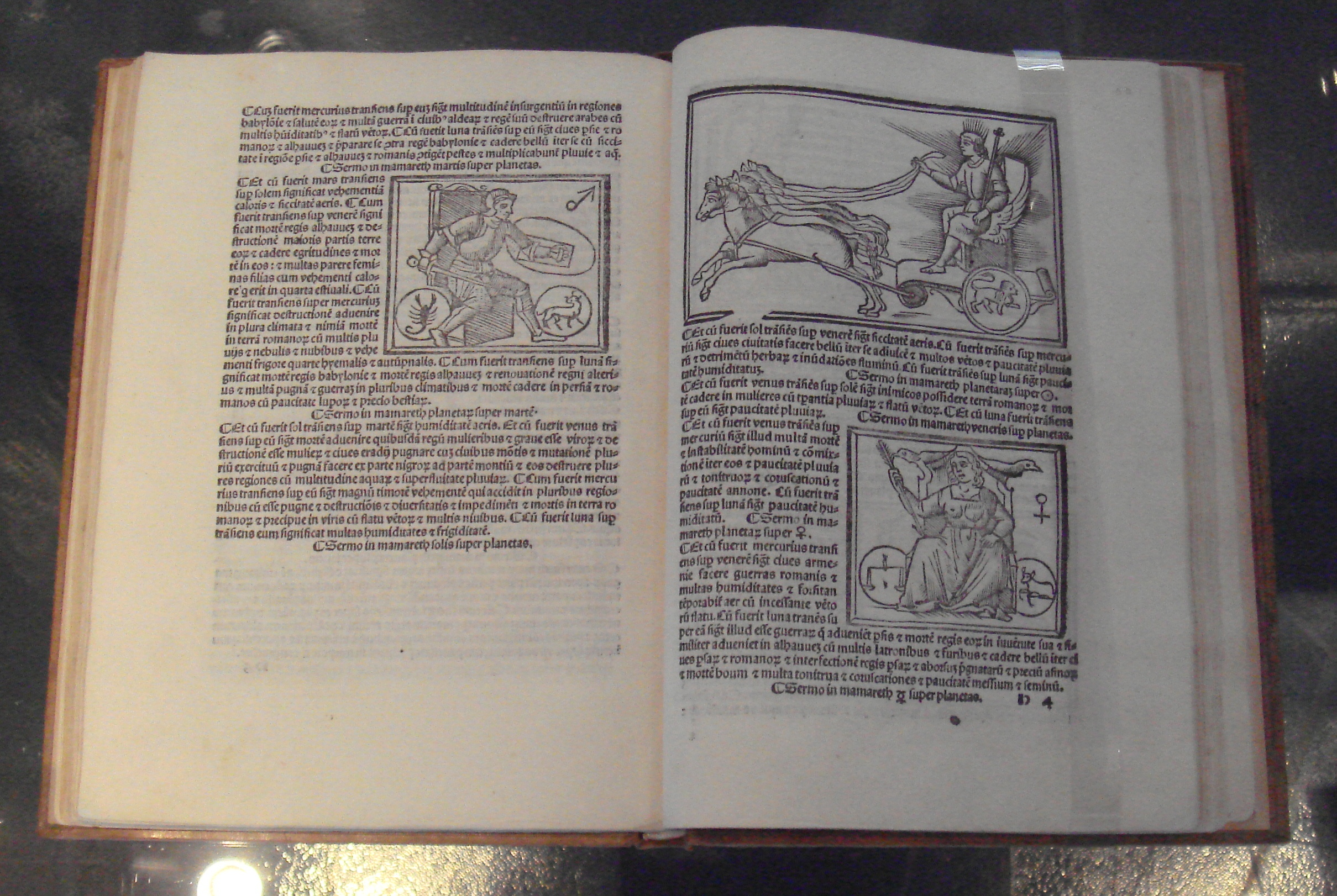
De Magnis Coniunctionibus, 1515

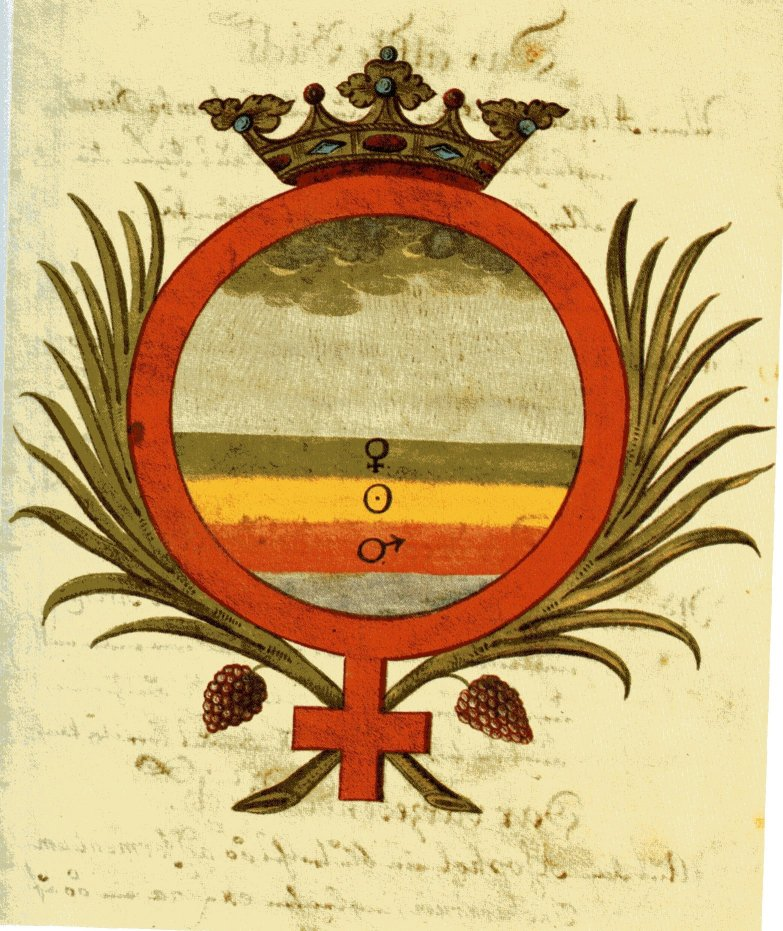
Алхімічний манускрипт Clavis Artis, 1738

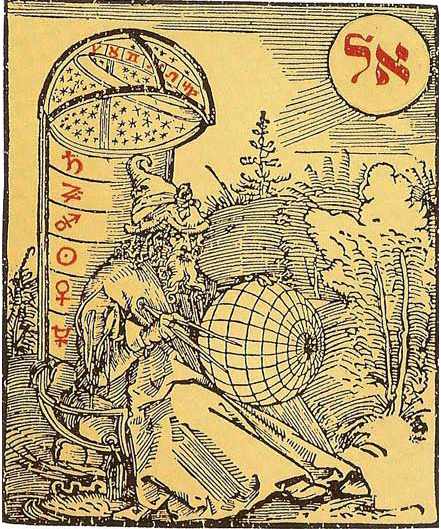
Знаки планет на троні Бога-творця (Кабала), середньовіччя чи ранній модерн

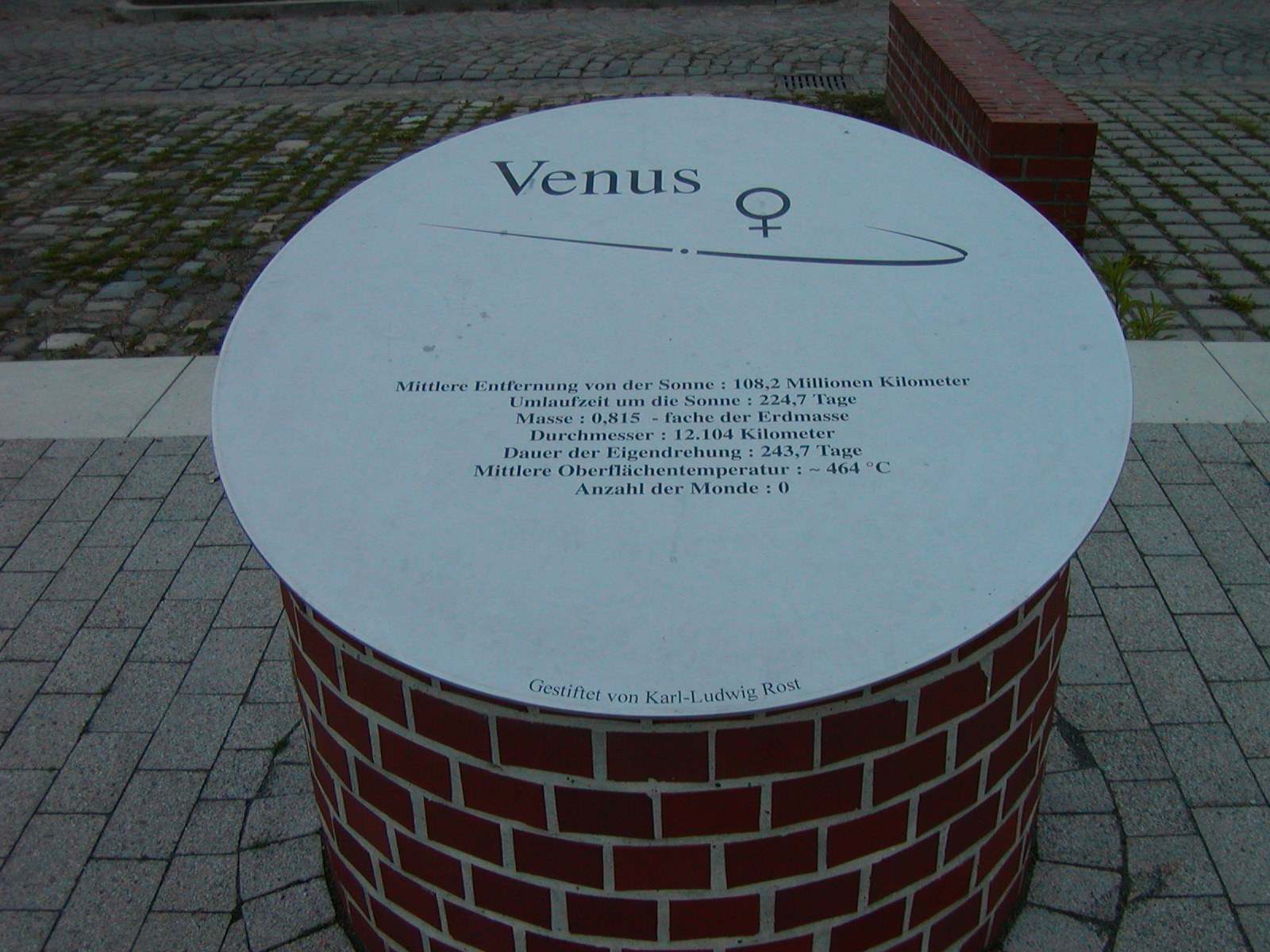
Венера на Планетарному шляху в Міндені, встановлено 1996

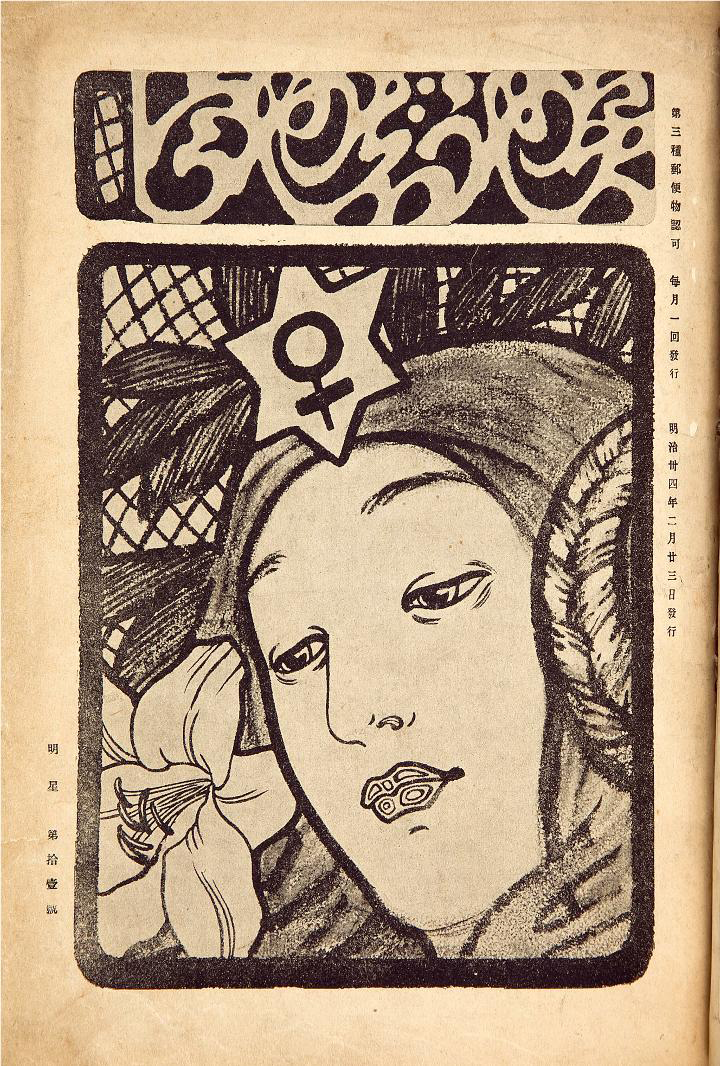
Обкладинка поетичного журналу Myōjō авторства Fujishima Takeji, 1901

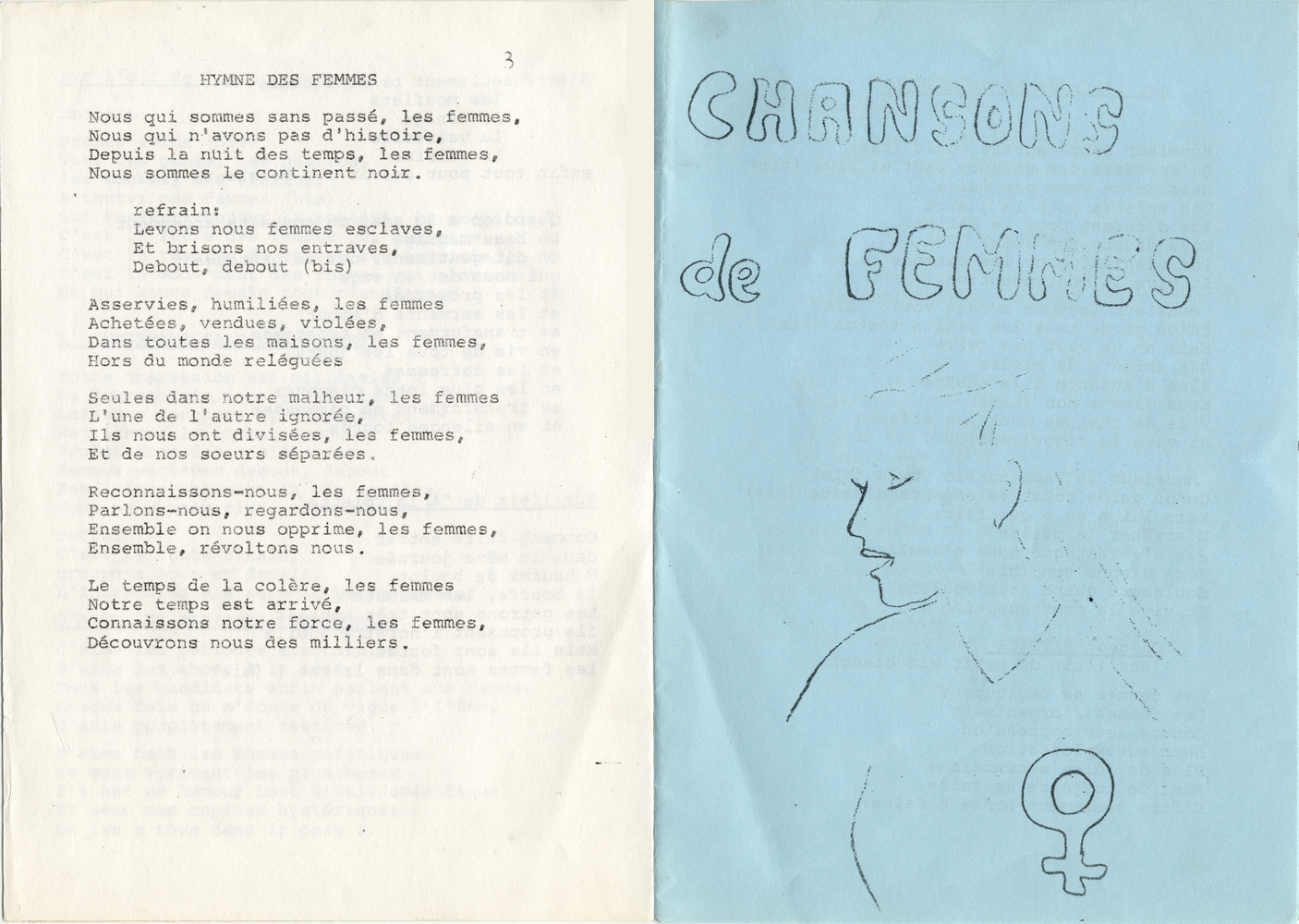
французького, створений у 1971

Символ Венери або Дзеркало Венери (♀, U+2640) — зображення кола з рівностороннім хрестом під ним. Історично асоціюється з давньоримською богинею Венерою (давньогрецькою Афродітою, шумерською Інанною, вавилонською Іштар). Позначає жіночу стать, планету Венера, мідь, жіночі простори, також даний символ запозичений феміністичним рухом. Два перетнуті символи (⚢) позначають лесбійство.

## Походження
Поширена думка, що символ зображає ручне дзеркало (яке у давнину часто робилося з бронзи), де верхня частина передає дзеркало, а нижня — його рукоятку. Проте історія формування сучасного дзеркала Венери сягає часів виникнення астрології й астрономії, і в оригінальному символі хрест внизу був відсутній (U+26B2 ⚲).
Видимий із Землі рух Венери нагадував п'ятикутник, тому античності символом планети була пентаграма, як для богині (шумерської Інанни, вавилонської Іштар), так і для планети ("зорі Іштар").
Древні греки, а за ними і римляни, вірили, що богиня краси Афродіта (Венера) народилася з морської піни на березі Кіпру (тому її називали Венерою-Кіпридою). Ще в древності там були знайдені значні поклади міді, і Кіпр став «мідним» центром Середземномор'я. З міді робили і дзеркала, тому середньовічні алхіміки символом «дзеркало Венери» стали називати мідь.
Проте середньовічна форма символу Венери не мала горизонтальної лінії (⚲). Її додали у ранній Новий час (у 16 столітті) в рамках християнізації язичницької богині, щоб отримати хрест (Johannes Kamateros, 12 ст.).
Серед альтернативних версій виникнення символу — від скорочення у письмовій давньогрецькій мові та трансформований анкх, схожий за формою єгипетський ієрогліф, «хрест (ключ) життя», що був символом богині.
У 1750-х Карл Лінней ввів вживання символу ♀ на позначення жіночої статі в біології та ботаніці .

Пентаграма Венери: її видимий із Землі рух
Символ Іштар, Венера як вранішня чи вечірня зоря
Пентаграма — знак Венери у Античність
Дохристиянське дзеркало Венери, Середні віки: 12 ст. (U+26B2 ⚲)
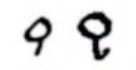
Символ Венери у Візантії 4-го та 11-го ст.
Єгипетський Анкх

## Історія використання
Символ Венери використовують у різних галузях (астрономія, біологія, генеалогія, геральдика, фемінізм, ЛГБТ, алхімія, астрологія) для представлення речей та понять, які якимсь чином асоціюються з жіночою статтю та жінками, планетою Венера, міддю та зазначеними богинями.

### В астрології й астрономії: богиня та планета Венера,п'ятниця
Планета та богиня Венера — в астрології.

Середній Білий Місяць (Селена)
Середній Чорний Місяць (Ліліт)

В астрономії символ традиційно використовують для планети Венера. Перевернутим дзеркалом позначається планета Земля, а його варіаціями — ряд інших небесних тіл, відкритих із розвитком астрономічної науки та названих на честь різних героїнь міфології та древньої історії.

Проходження Венери перед диском Сонця
Символ Землі (U+2641 ♁)
Церера (U+26B3 ⚳)
Астероїд 2 Паллада (U+26B4 ⚴)
Астероїд 3 Юнона (U+26B5 ⚵)
Астероїд 79 Еврінома
Астероїд 83 Беатріс
Астероїд 86 Семела
Астероїд 89 Юлія
Астероїд 91 Егіна
Астероїд 98 Іанта
Астероїд 106 Діона
Астероїд 146 Люцина
Астероїд 149 Медуза
Астероїд 190 Ісмена
Астероїд 209 Дідона
Астероїд 238 Гіпатія
Меркурій (☿), гермафродитизм
Астероїд 419 Аврелія
Астероїд 494 Віртус, андрогінність

### У алхімії, хімії та інженерії: мідь
- Дзеркалом венери позначали мідь в алхімії, оскільки вважалося, що Венера керує міддю. Символ трактувався як єдність Духу (коло) та Матерії (рівносторонній хрест).
- Нині він іноді позначає похідні від означень міді (видобутку, переробки).
- «Жіночі» елементи пари електричних з'єднувачів (напр., в парі мама-тато) чи кріпильних виробів (наприклад, шайби).

Венерина сіль, алхімічний символ Ньютона
Меркурій, ртуть, розум в алхімії
Герб селища Шпанья Доліна, Словаччина, символізує видобуток міді
Герб комуни Фалун, Швеція, з мідними копальнями, 1932
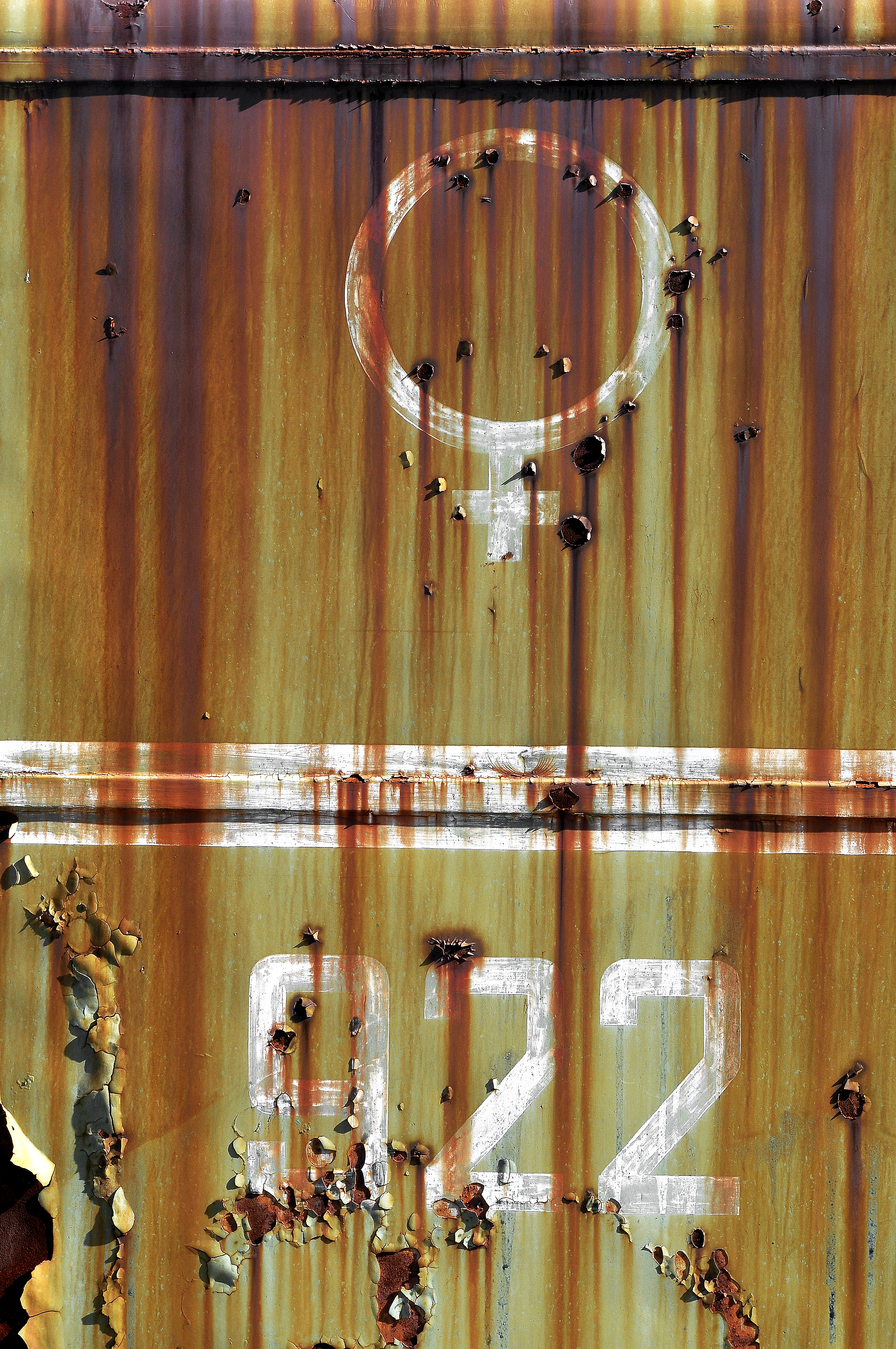
Тепловоз мідної руди, 1965, Мінас-де-Ріотінто, Іспанія
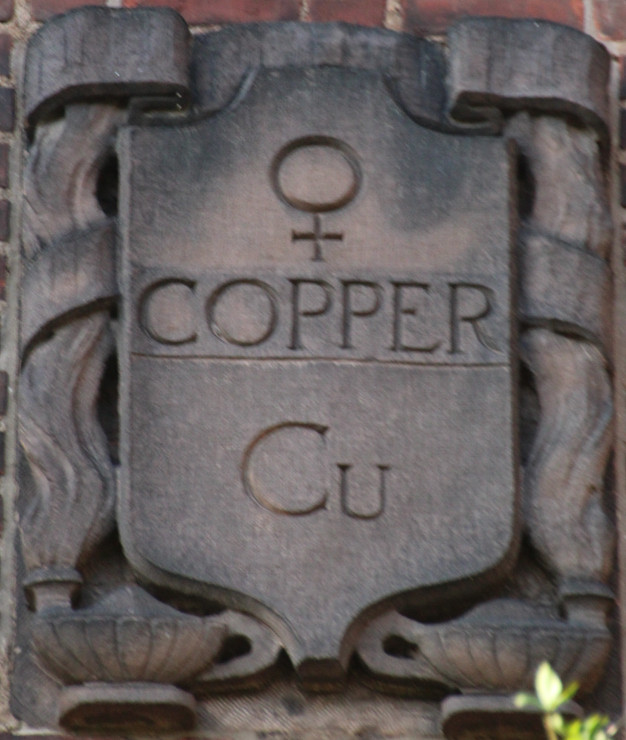
Знак міді на Хімічній лабораторії в Єлі

### В біології, антропології, тваринництві, медицині: жіноча стать
- Жіноча стать для всіх видів — у біології.

У книгах Mantissa Plantarum (1767) та Mantissa Plantarum Altera (1771) Карл Лінней регулярно використовував планетарні символи Венери (♀), Меркурія (☿) та Марса (♂)  – для жіночих, гермафродитних та чоловічих квіток. Нині в ботаніці використовують символ ⚥ для гермафродитних.

В генеалогії, включаючи спорідненість в антропології та родовід у тваринництві, для жінок та самиць використовують коло (○), тобто дзеркало без ручки. Імена жінок роду іноді в схемах спорідненості стилізовано обводять овалом.

Самець та самиця (○) дають нащадків двох статей
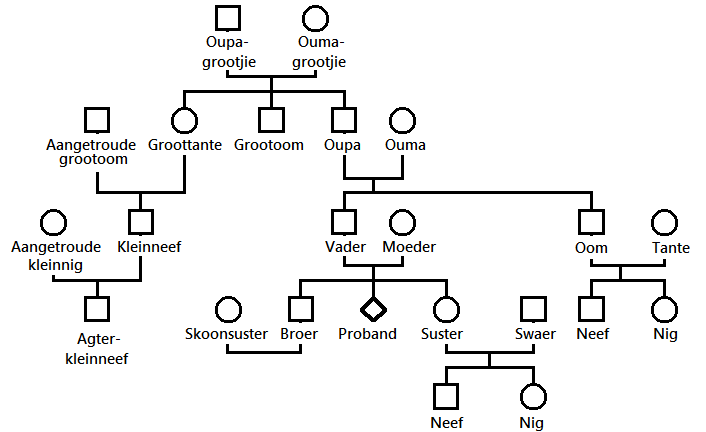
Терміни спорідненості на африкаанс
Схема спорідненості в Японії
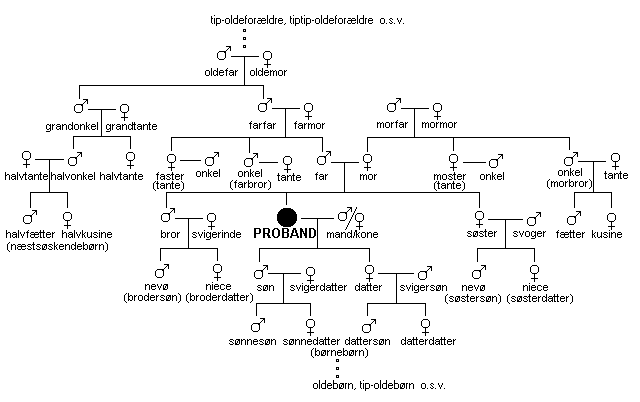
Схема родинних зв'язків у Данії
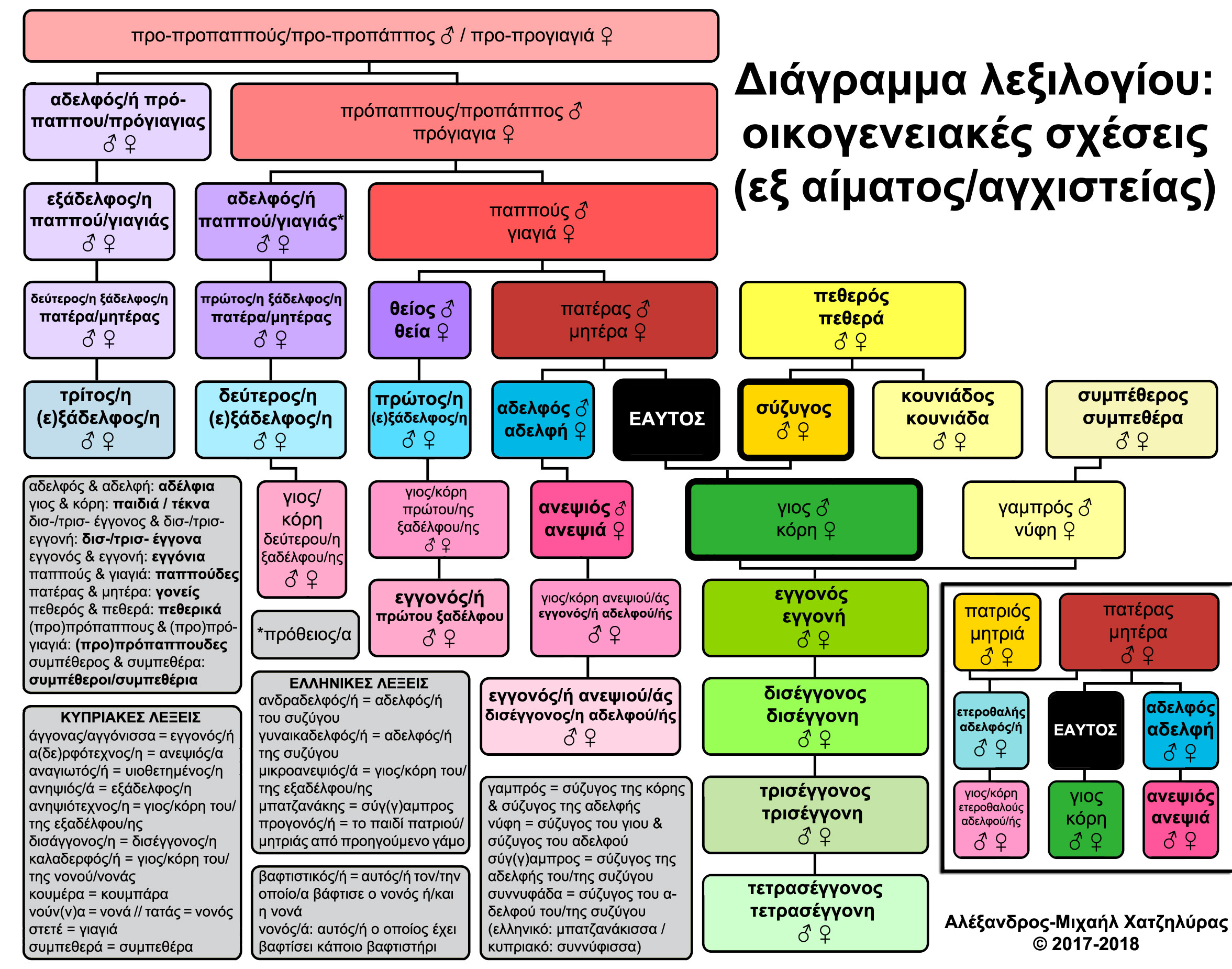
Термінологія спорідненості грецькою

У медицині символ Венери + змія та чаша позначають жіноче здоров'я, а варіації дзеркала з додатковими символами — різні його стани та порушення.

Вегетативне розмноження у ботаніці (U+26B2 ⚲)
Інтерсексність / гермафродитизм
Дієція (двостатевість виду) у біології
Моноеція в біології
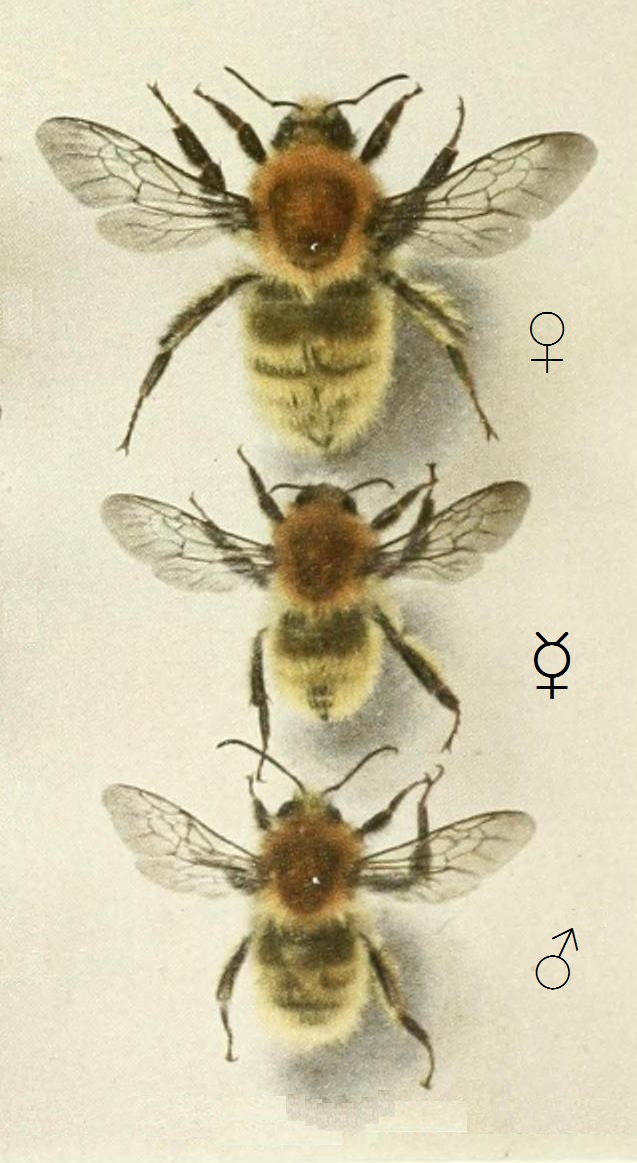
Особини джмеля мохового, 1912
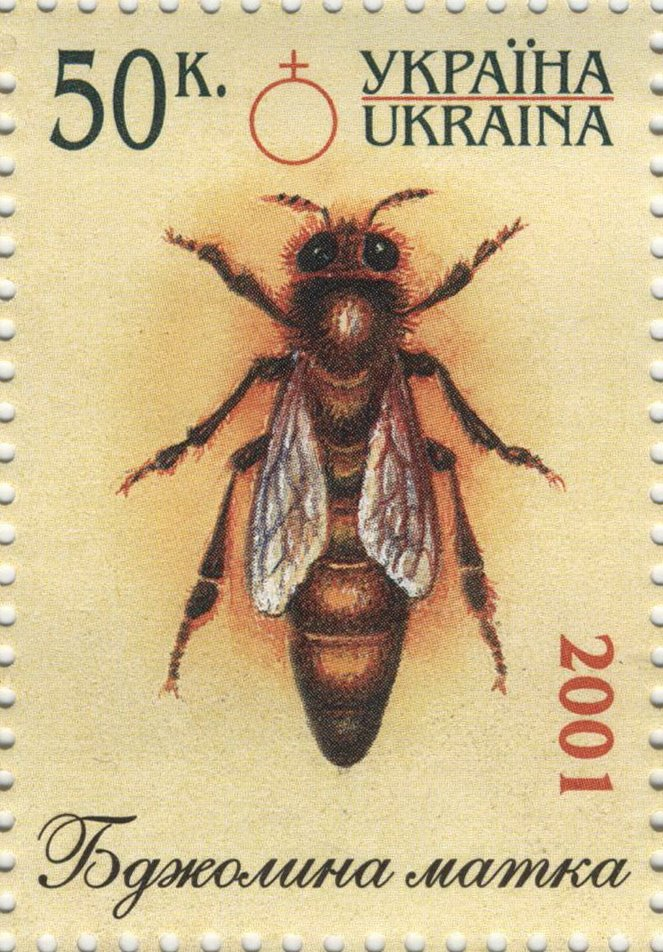
Бджолина матка, марка України 2001
Вагітність
Менопауза
Жіноче здоров'я
Рух проти жіночого обрізання
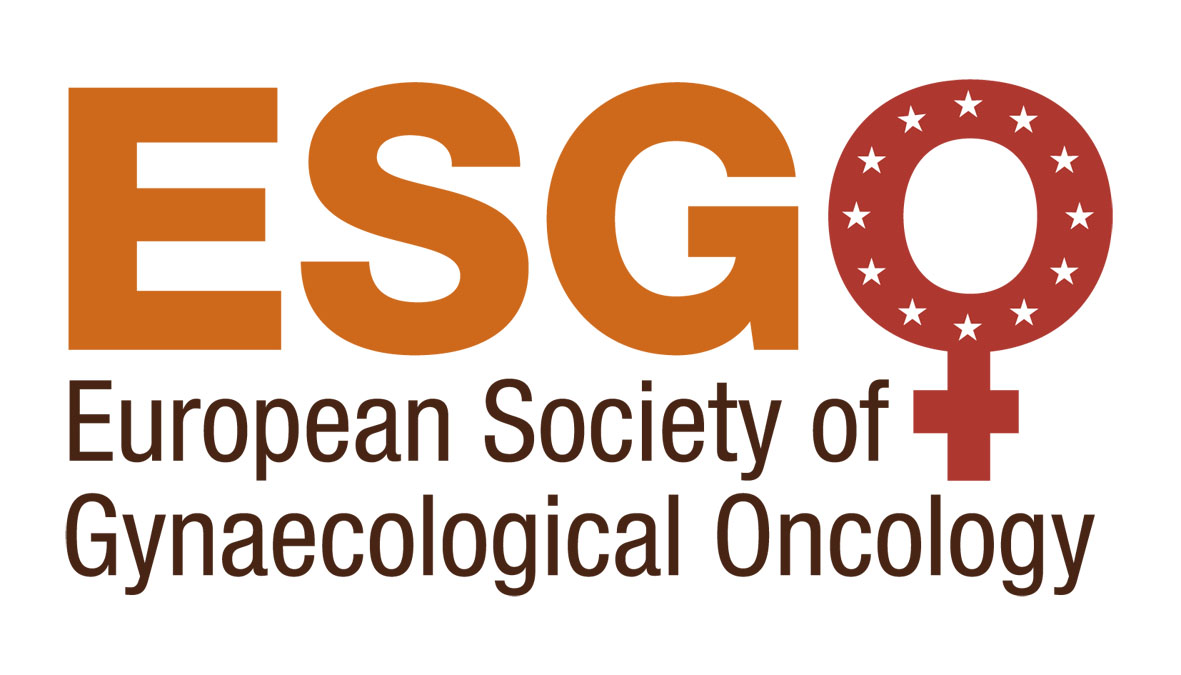
Лого Європейського товариства гінекоонкології

### Символ фемінізму

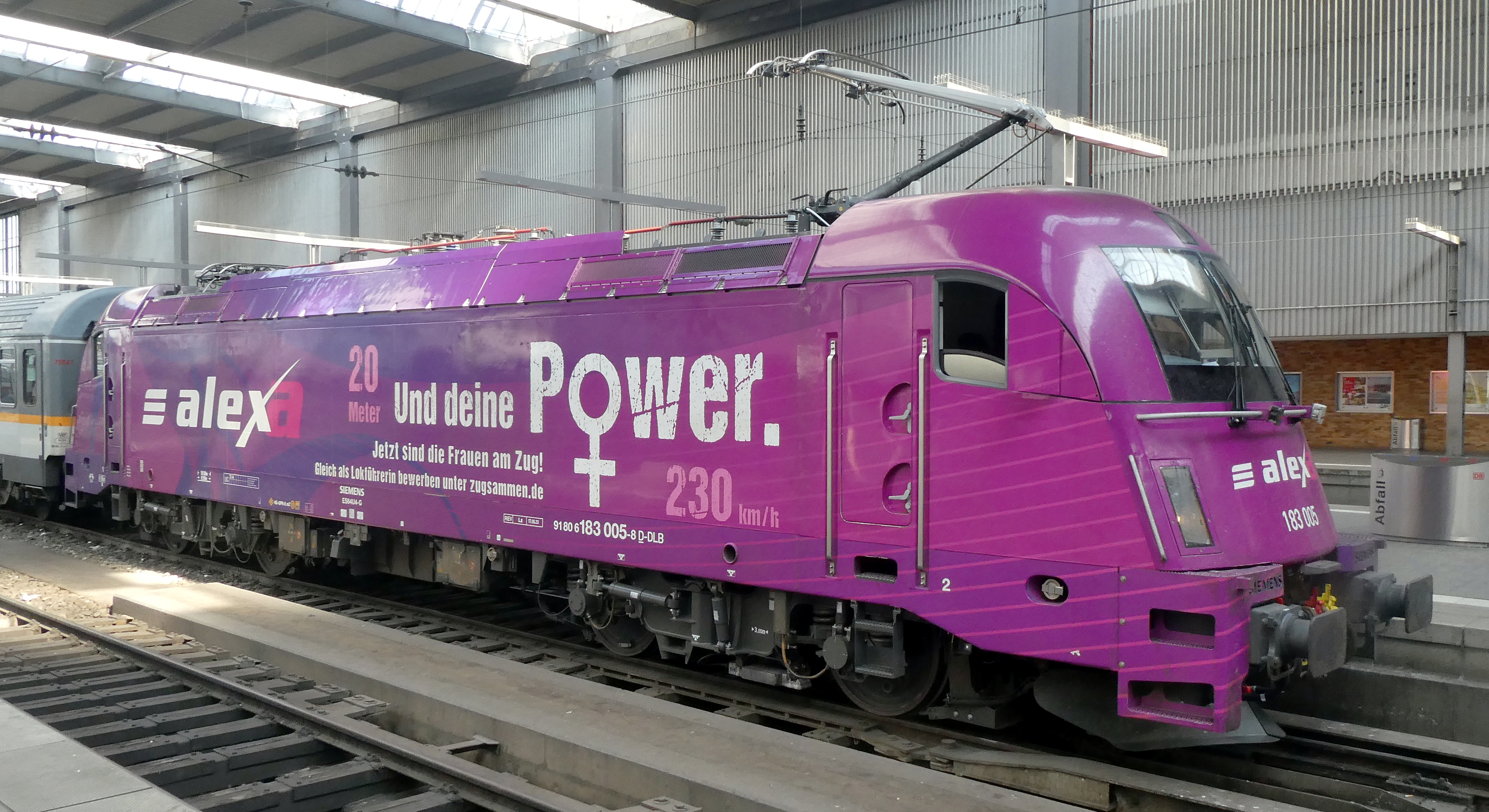
Реклама залізниці Мюнхена для залучення жінок у якості машиністок, 2023

Під час другої хвилі фемінізму, імовірно, між 1968 і 1970 роками американська феміністка Робін Морган «розробила універсальний логотип жіночого руху: символ жінки з піднятим кулаком у центрі». З 1960-х новий знак став всесвітнім символом феміністичного руху.

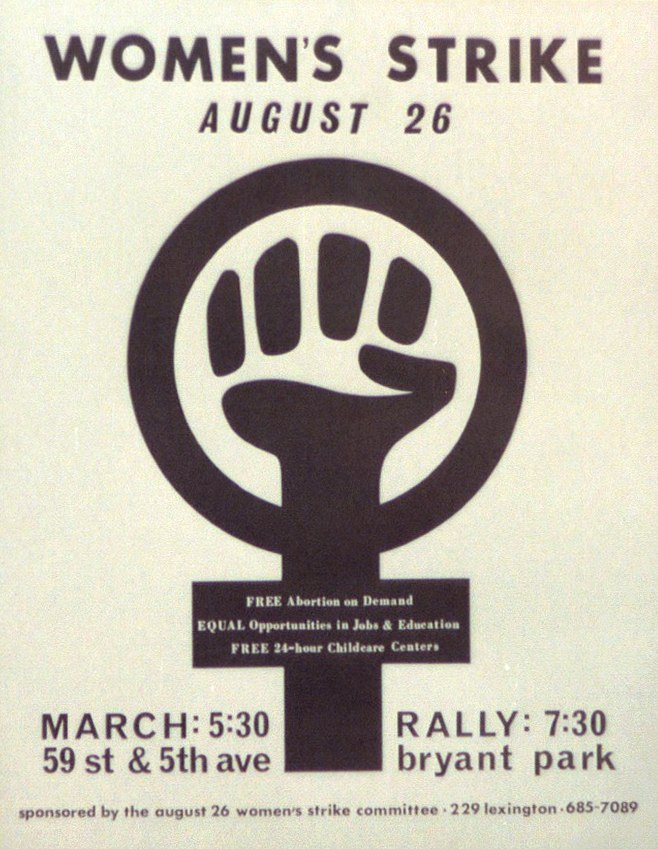
Постер Жіночого страйку 1970-х років

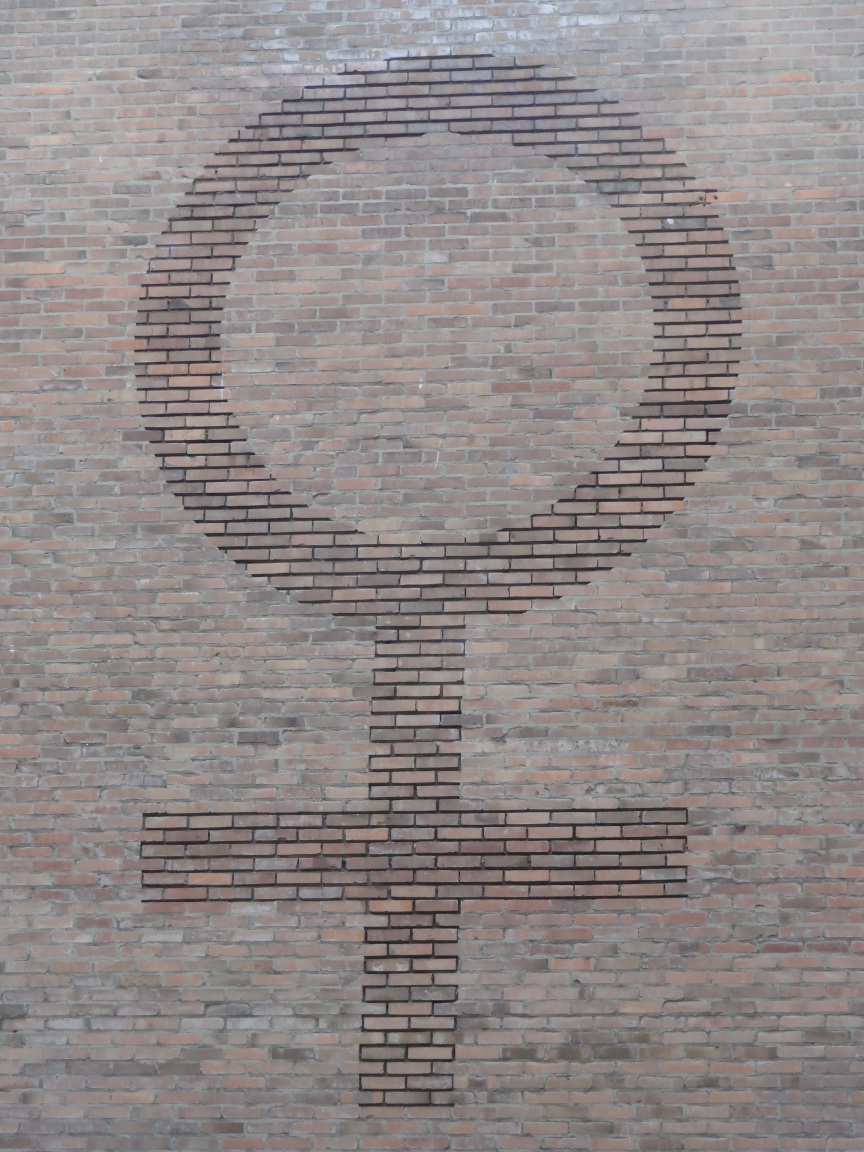
Барельєф у нідерландському Амерсфорті, 2012

Різні його варіації позначають феміністичні рухи та течії: у поєднанні національними символами — національні та культурні фемінізми, зі знаком анархізму — анархофемінізм, пацифізму — жіночий антивоєнний спротив тощо.

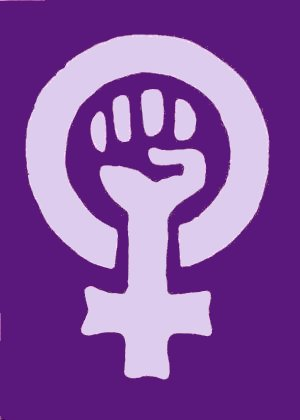
Символ фемінізму
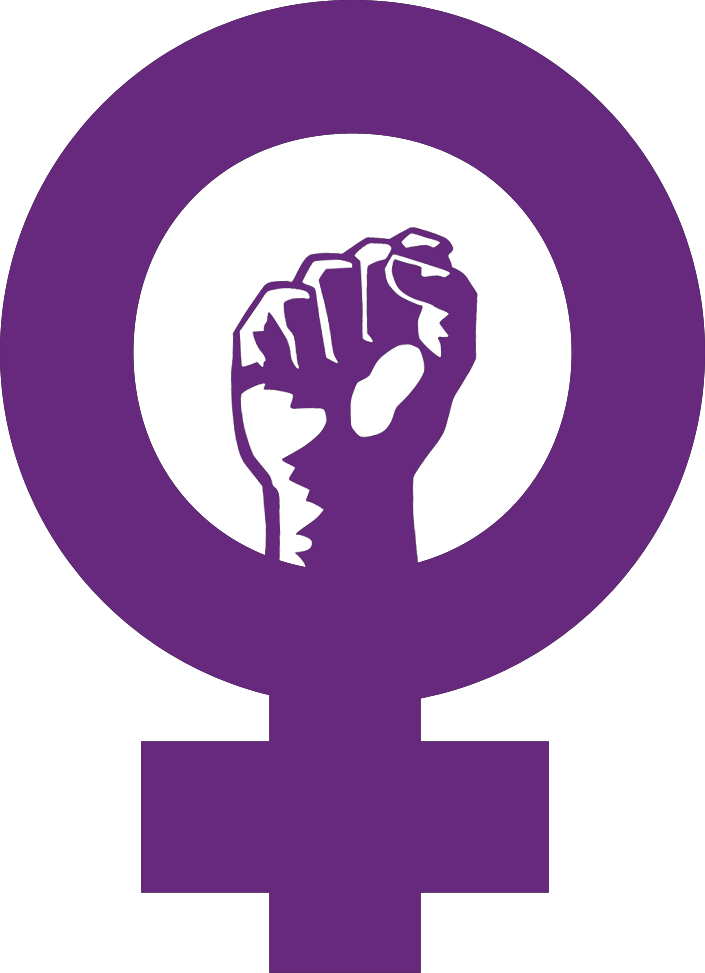
Варіація символу фемінізму
Стилізований символ фемінізму
Альтернативний символ фемінізму
Феміністська філософія
Радикальний фемінізм
Анархо-фемінізм
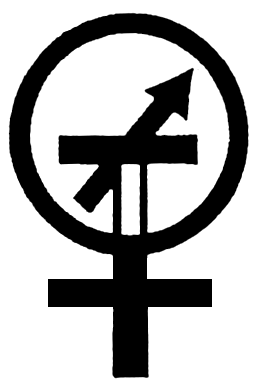
Лібертаріанський фемінізм
Екофемінізм
Мусульманський фемінізм
Ромський фемінізм
Жінки у Вікіпедії (Швеція)
Астероїд 409 Аспазія включає символ фемінізму

Символ фемінізму та дзеркало Венери у різних варіаціях відтоді використовують на феміністичних маршах, протестах, подіях та заходах в усьому світі, особливо приурочених до Міжнародного дня боротьби за права жінок або інших феміністичних дат; вони є неодмінними у феміністській символіці, рекламі, мерчі.

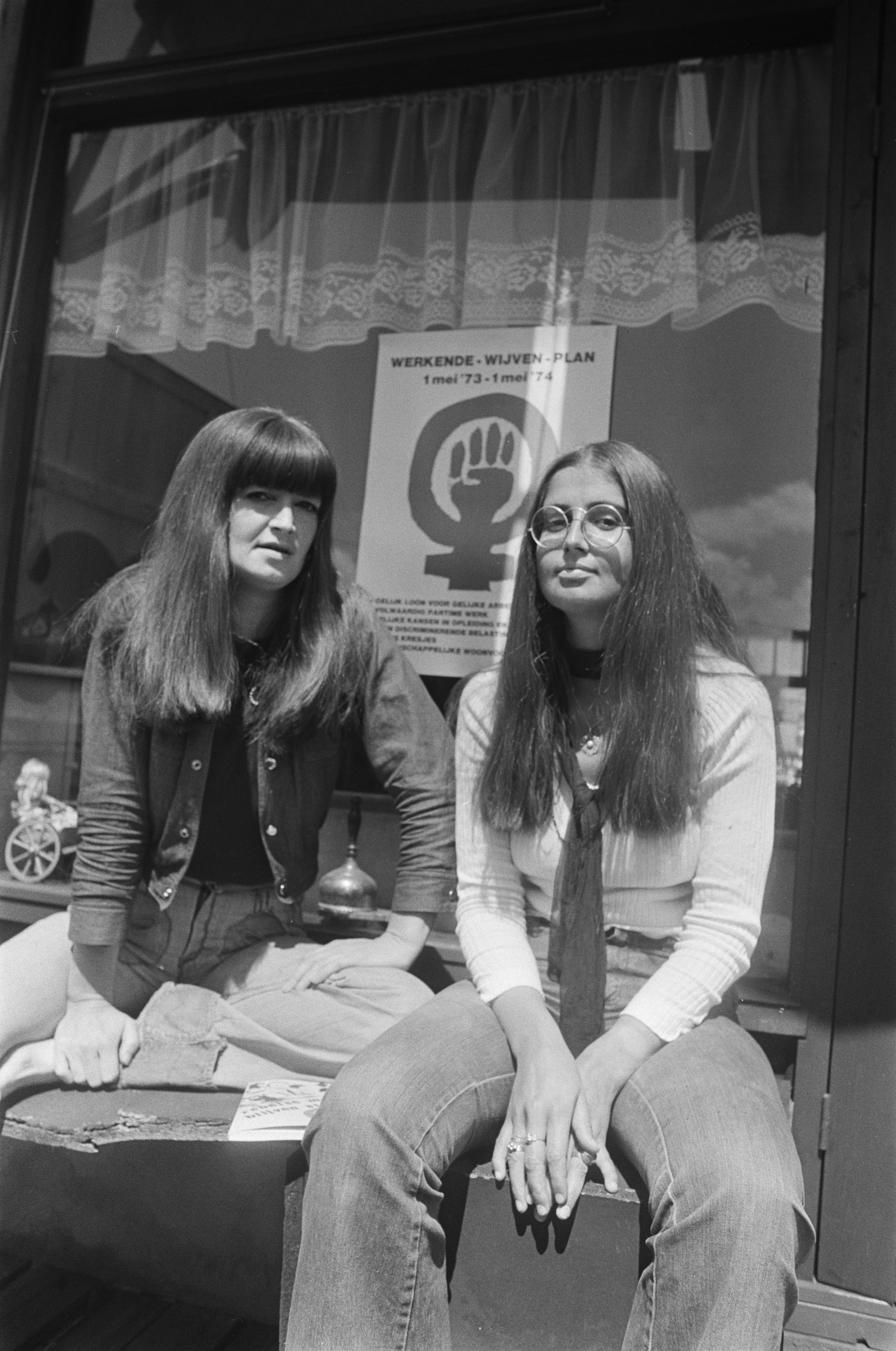
"Бунтівні дівчата", жін. журнал, 1974
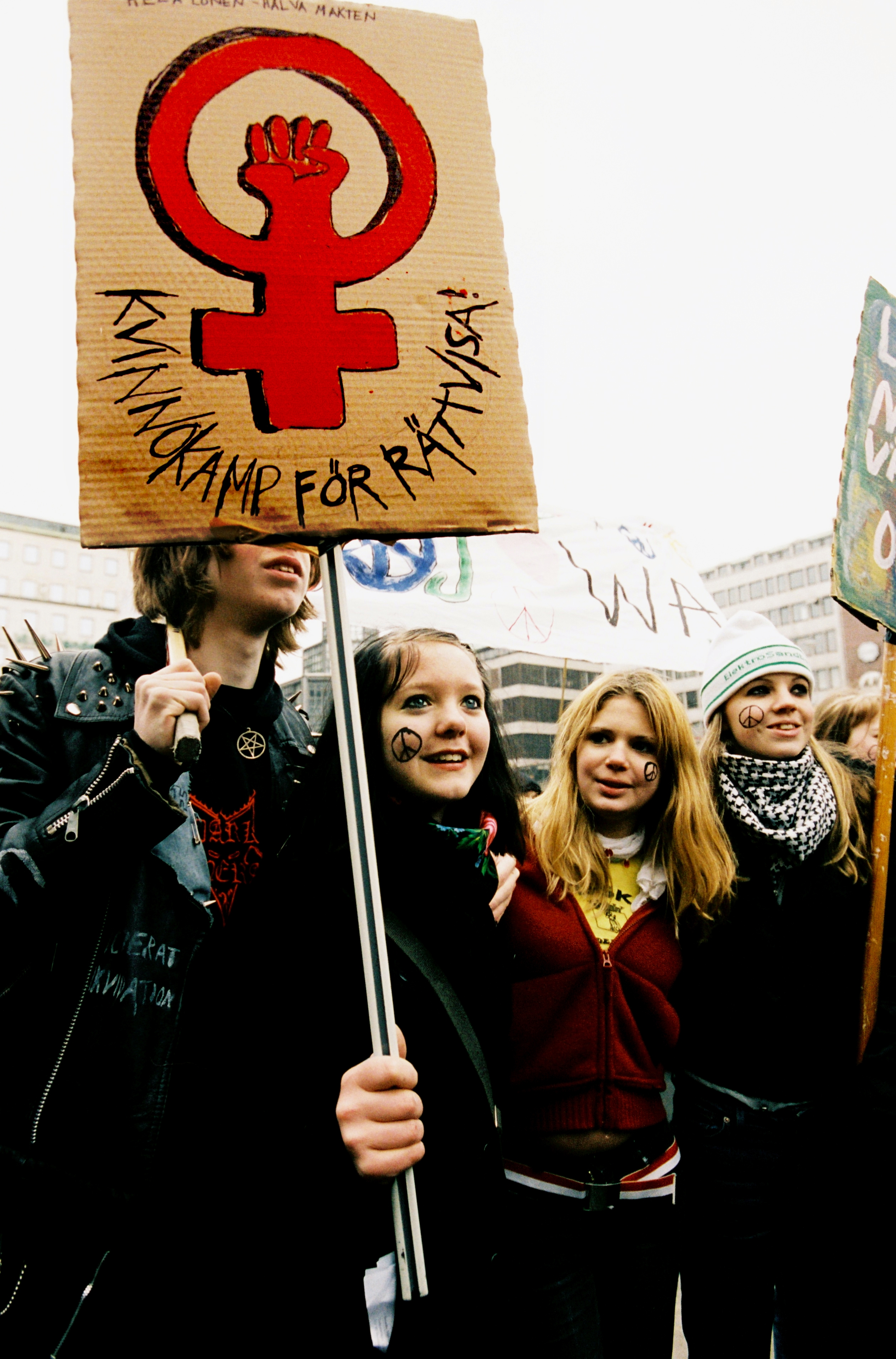
Марш 8 березня у Стокгольмі, 2012
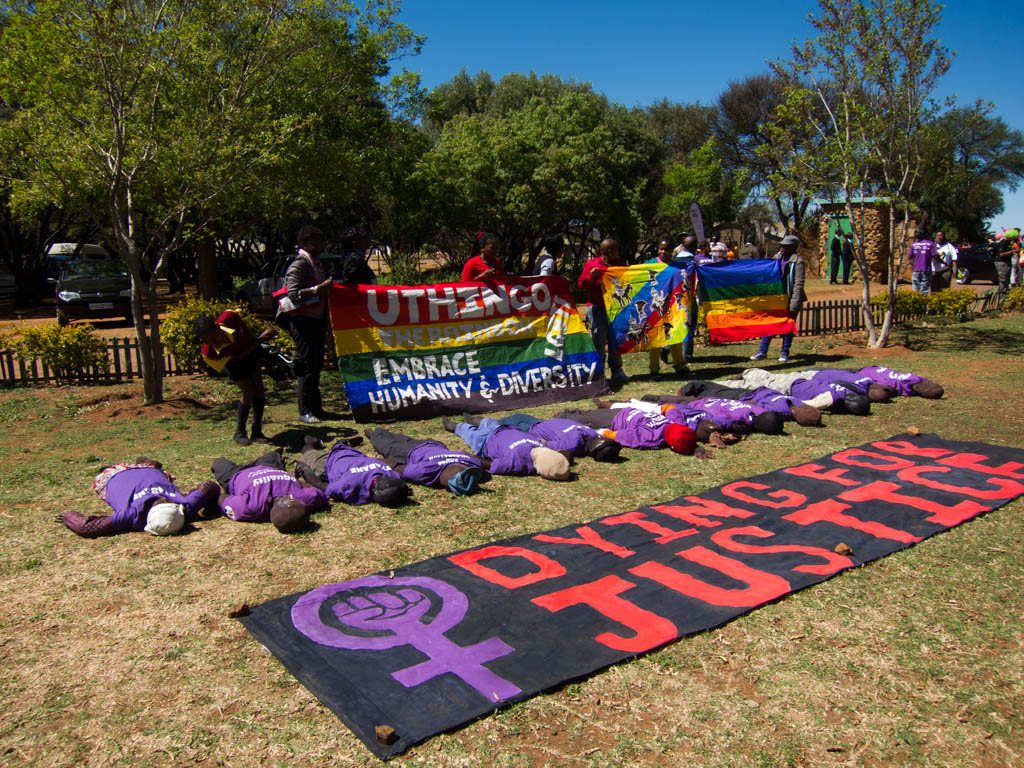
Акція на прайді в Совето, 2012
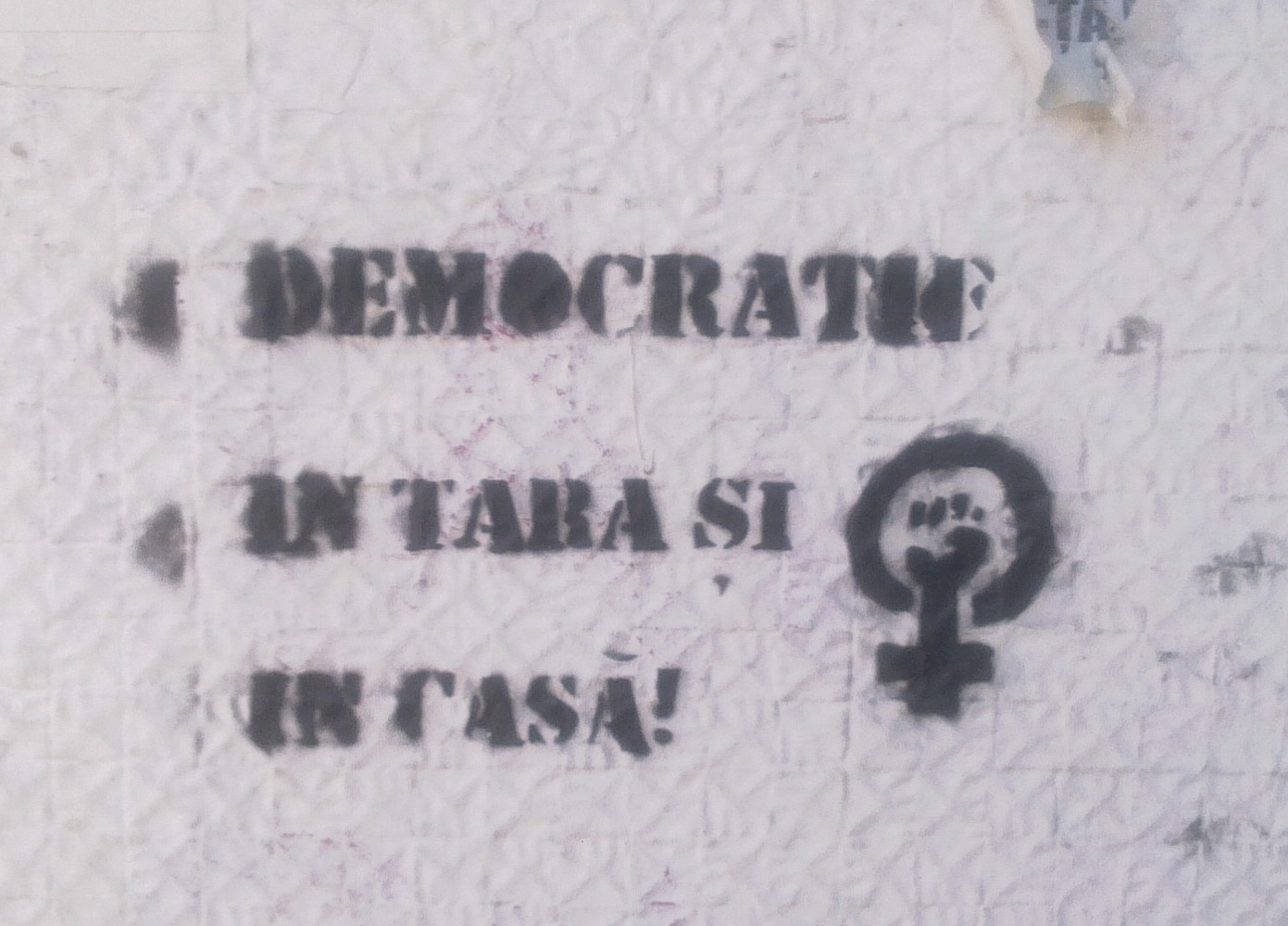
Графіті в Бухаресті, 2013
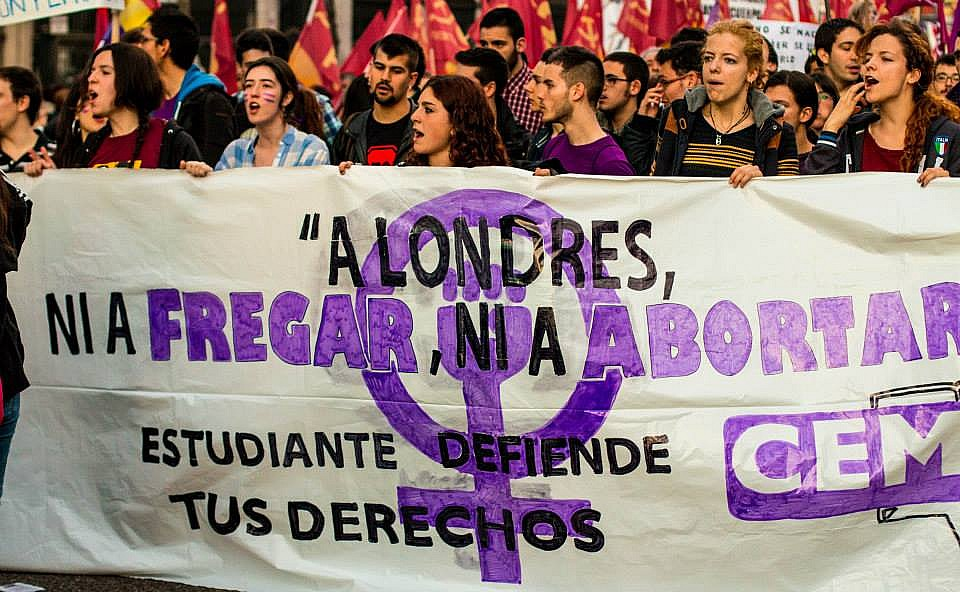
Маніфестація за право на аборт, Мадрид, 2014
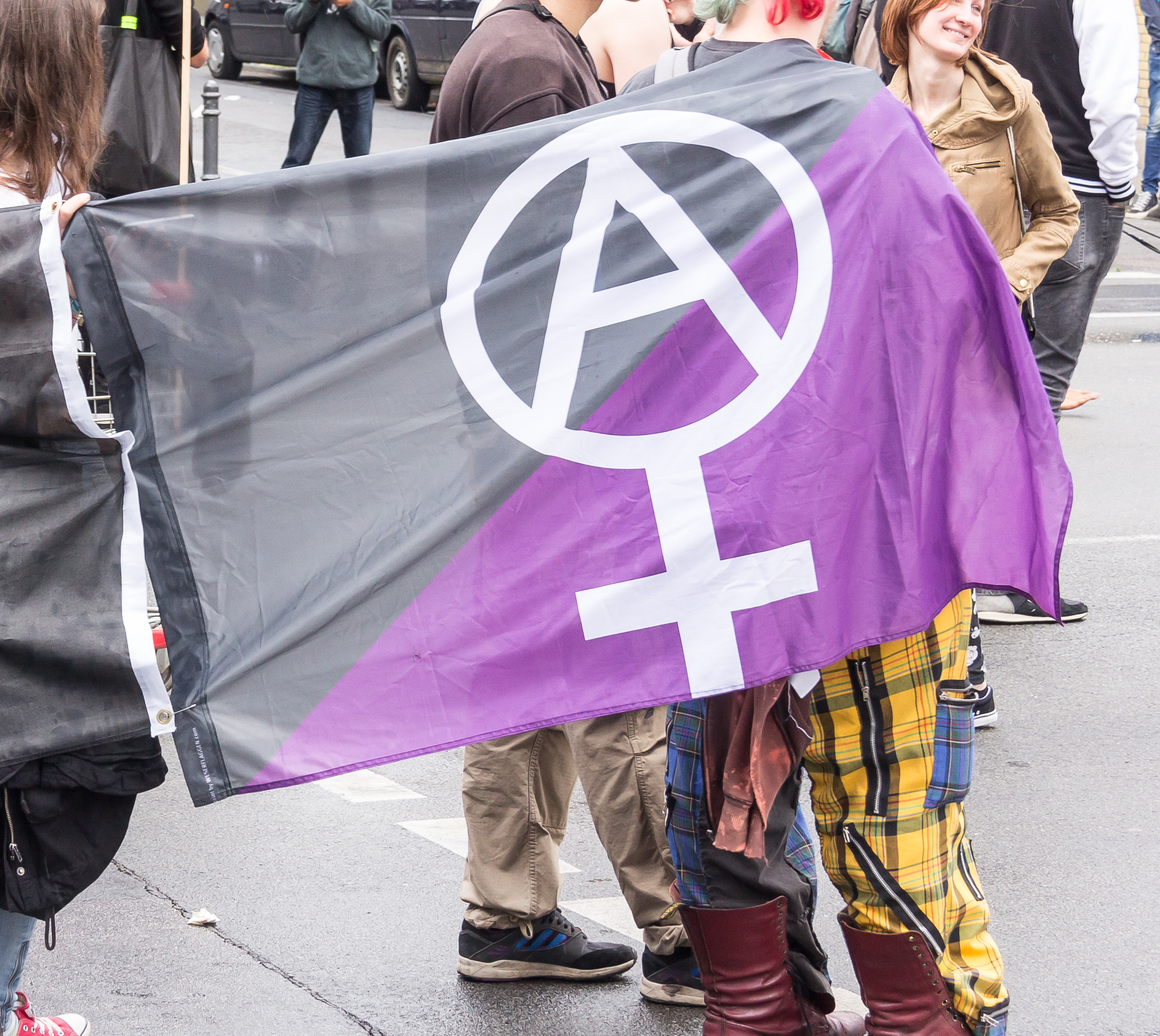
Анархофеміністки на Кельнському прайді, 2016
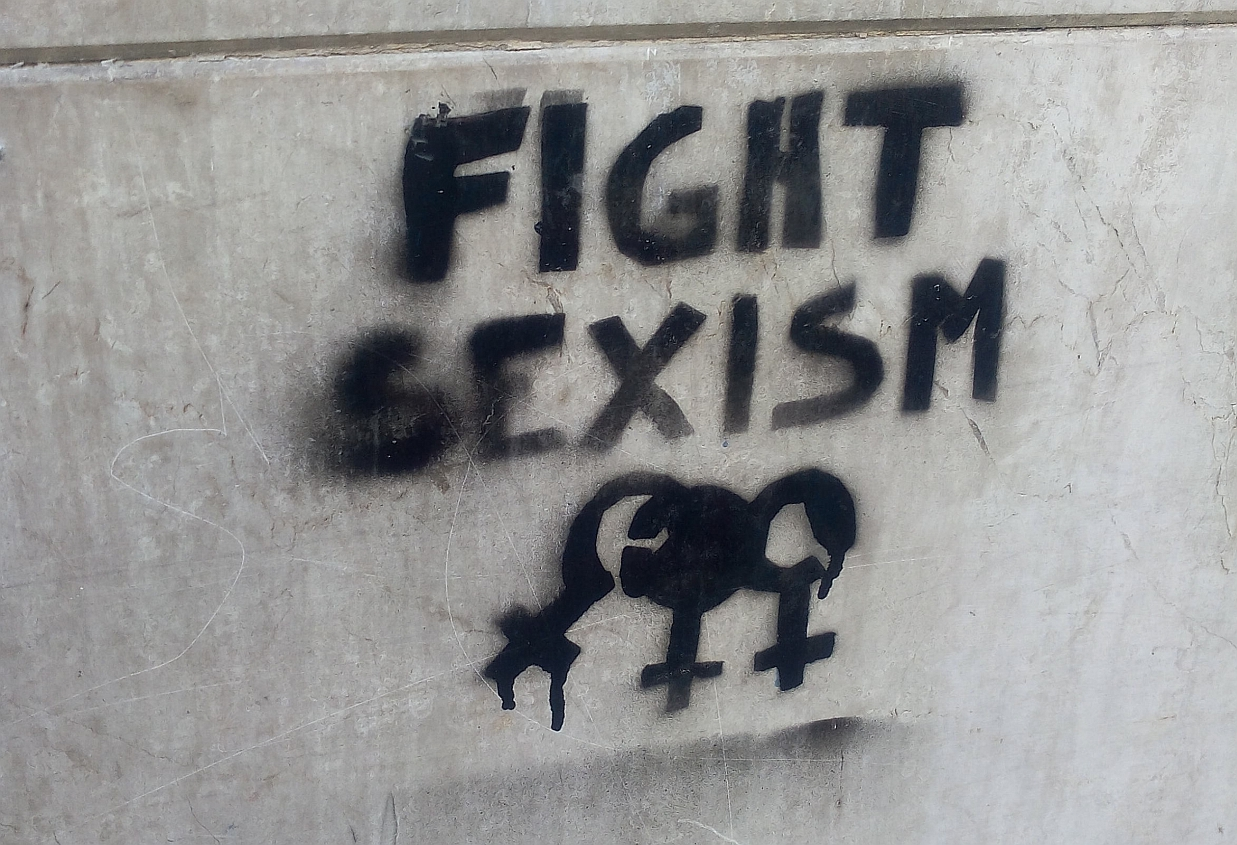
Графіті в Турині, 2016
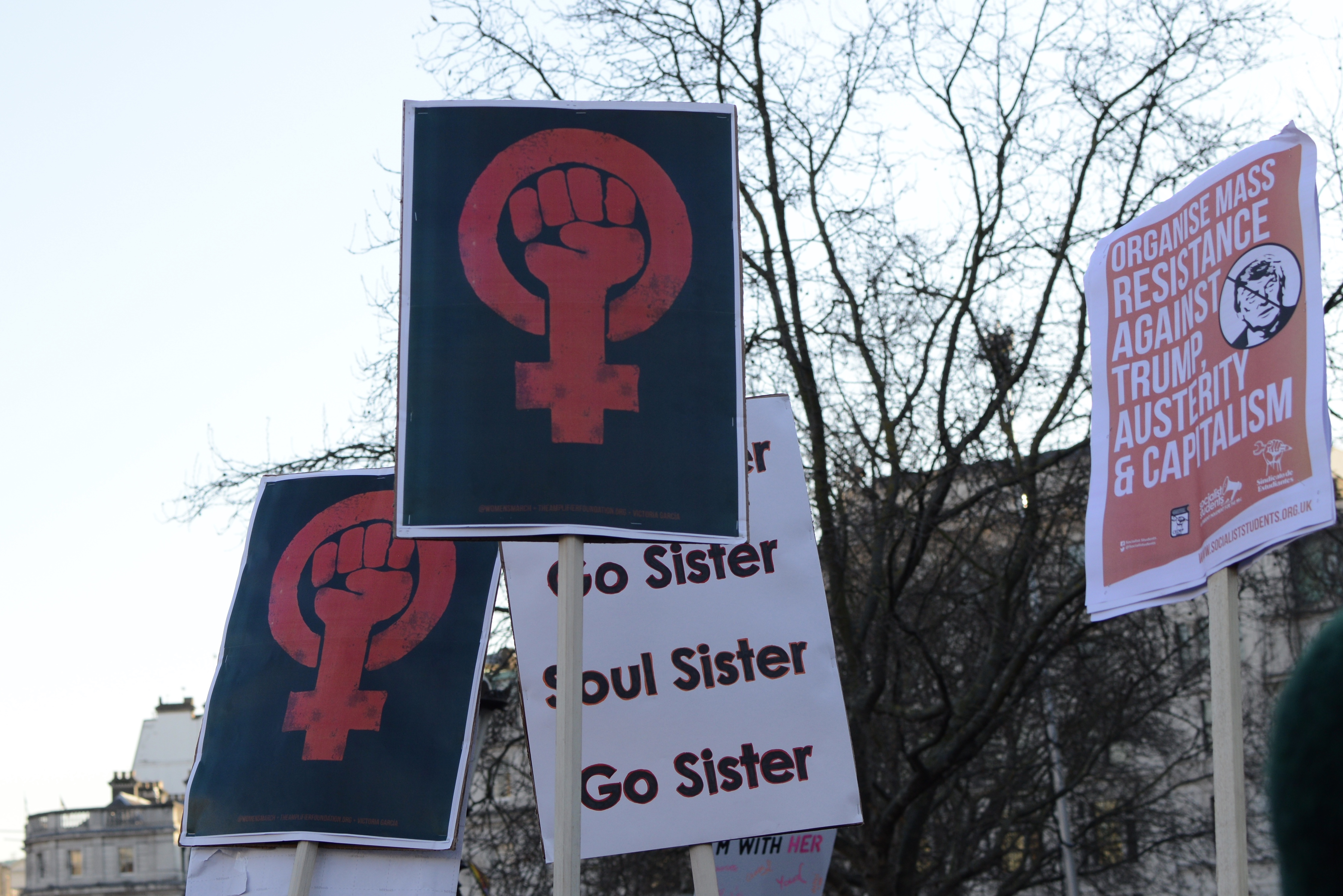
Демонстрація у Лондоні, 2017
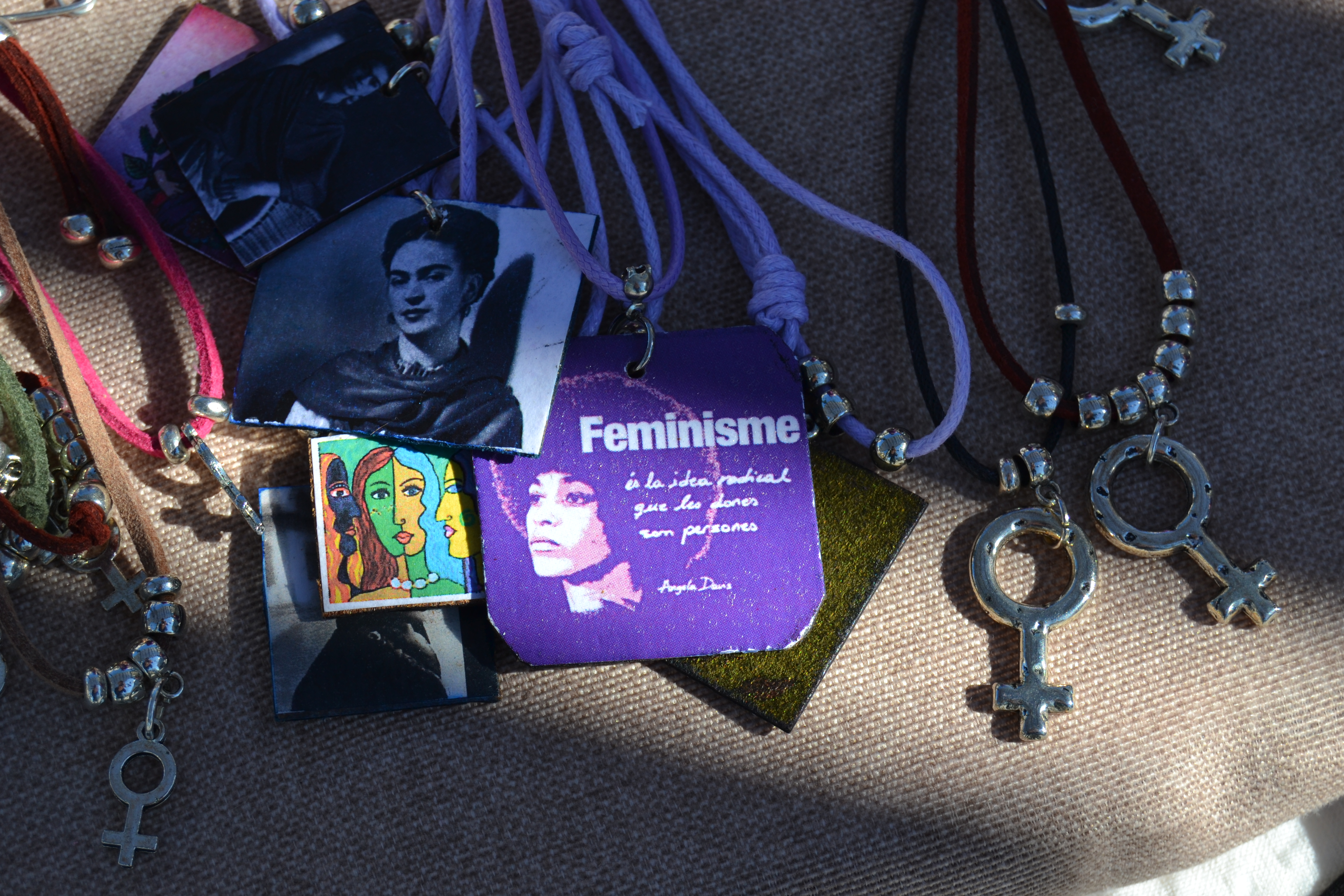
Марш у Сан-Фернандо (Кадіс), 2017
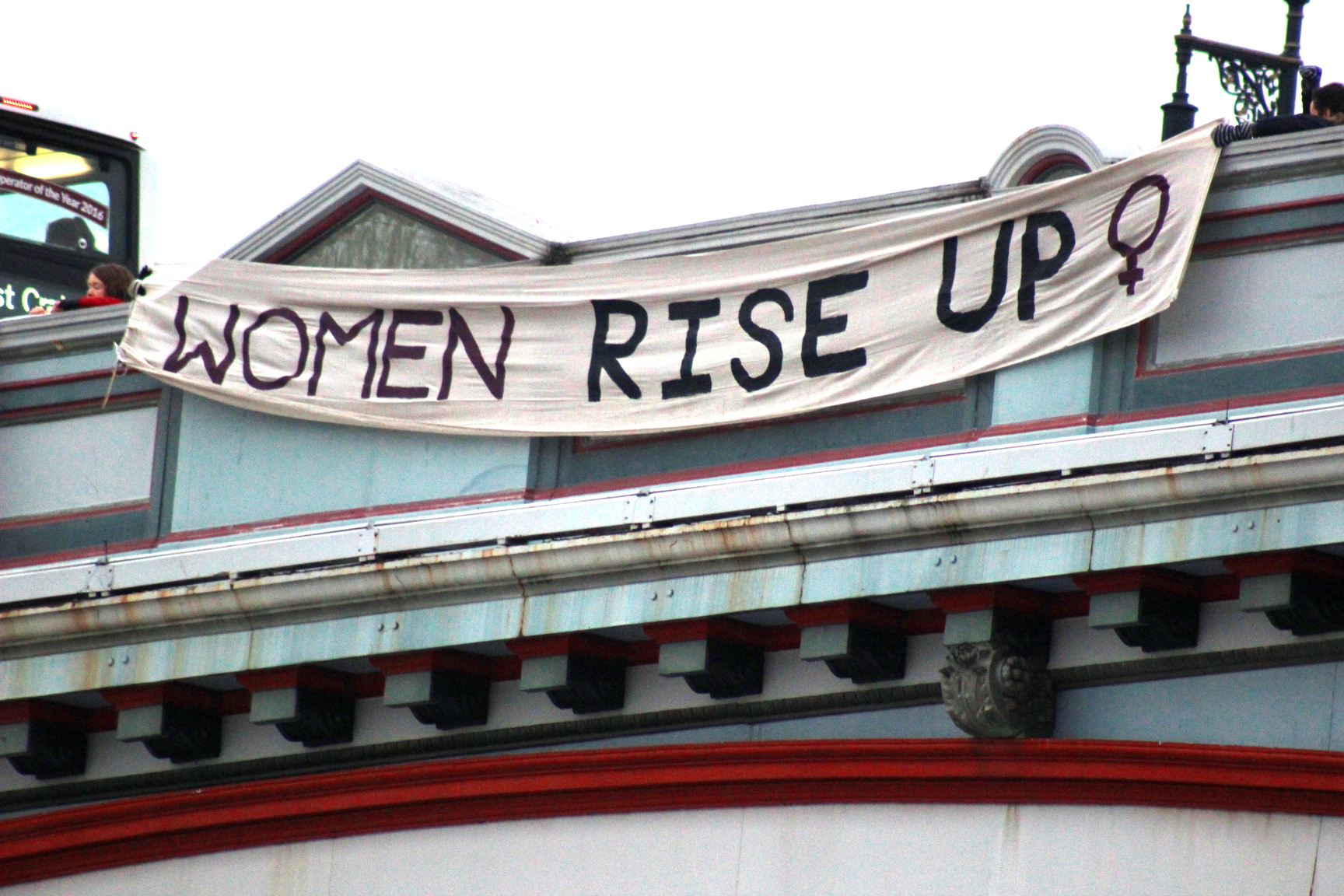
Антитрампівський протест, Единбург, 2017
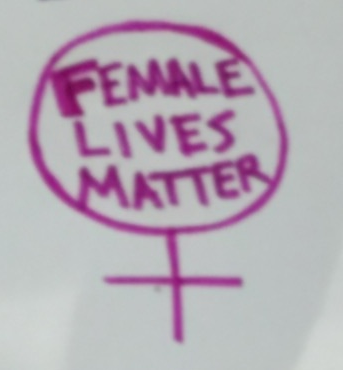
Марш проти шаріату, Ролі, 10 червня 2017
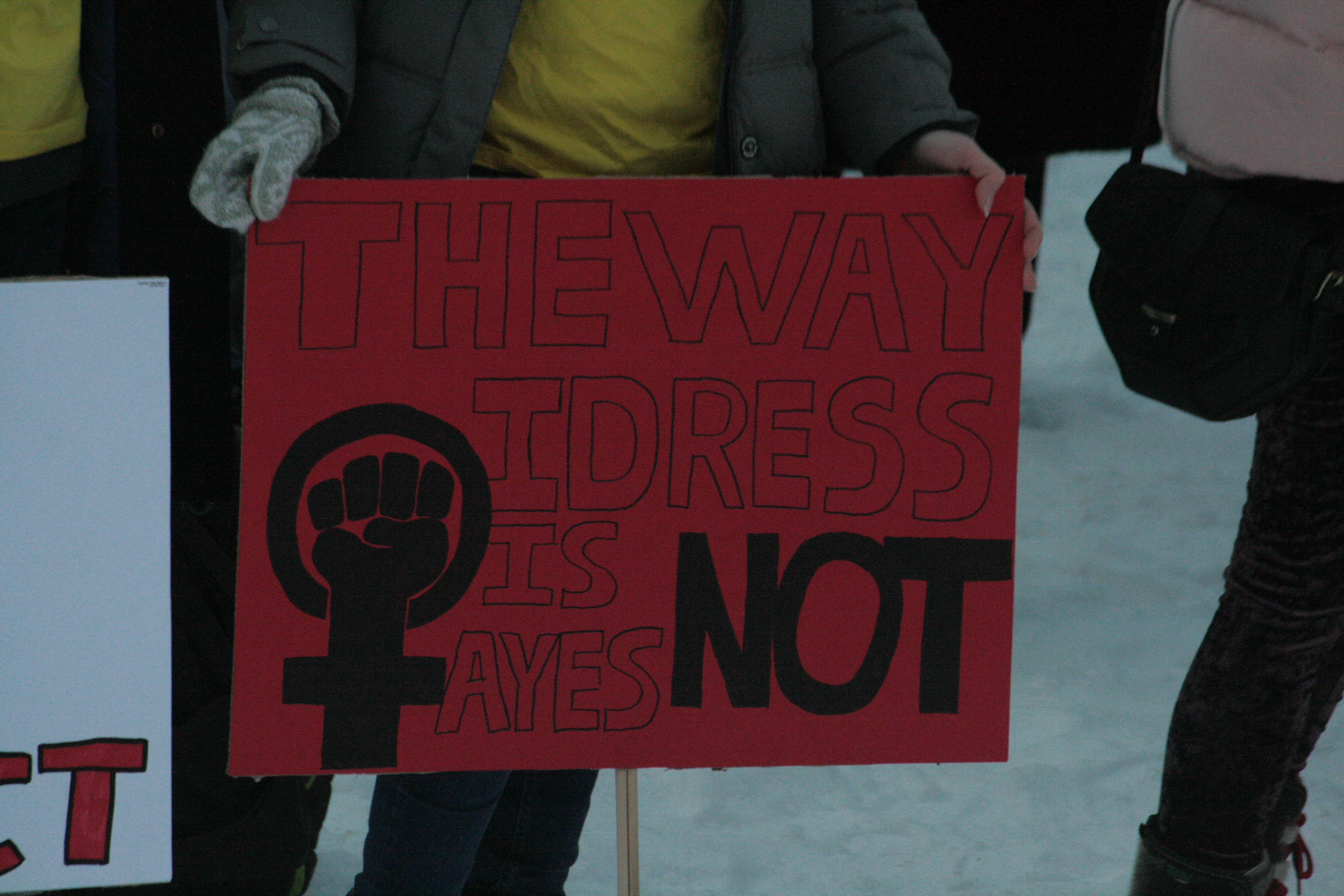
Жіночий марш в Осло, 2018
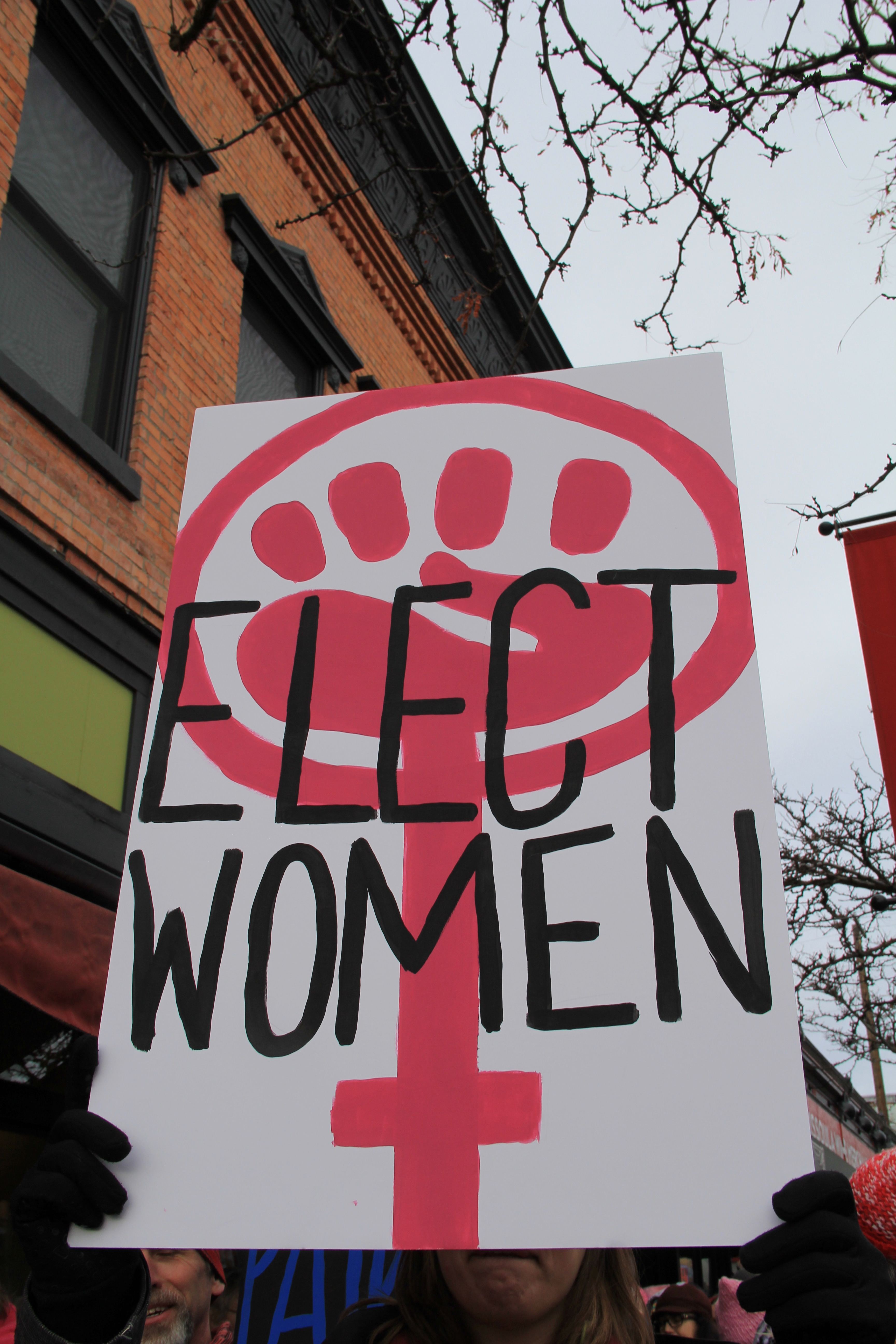
Марш у Міссулі (Монтана), 2018
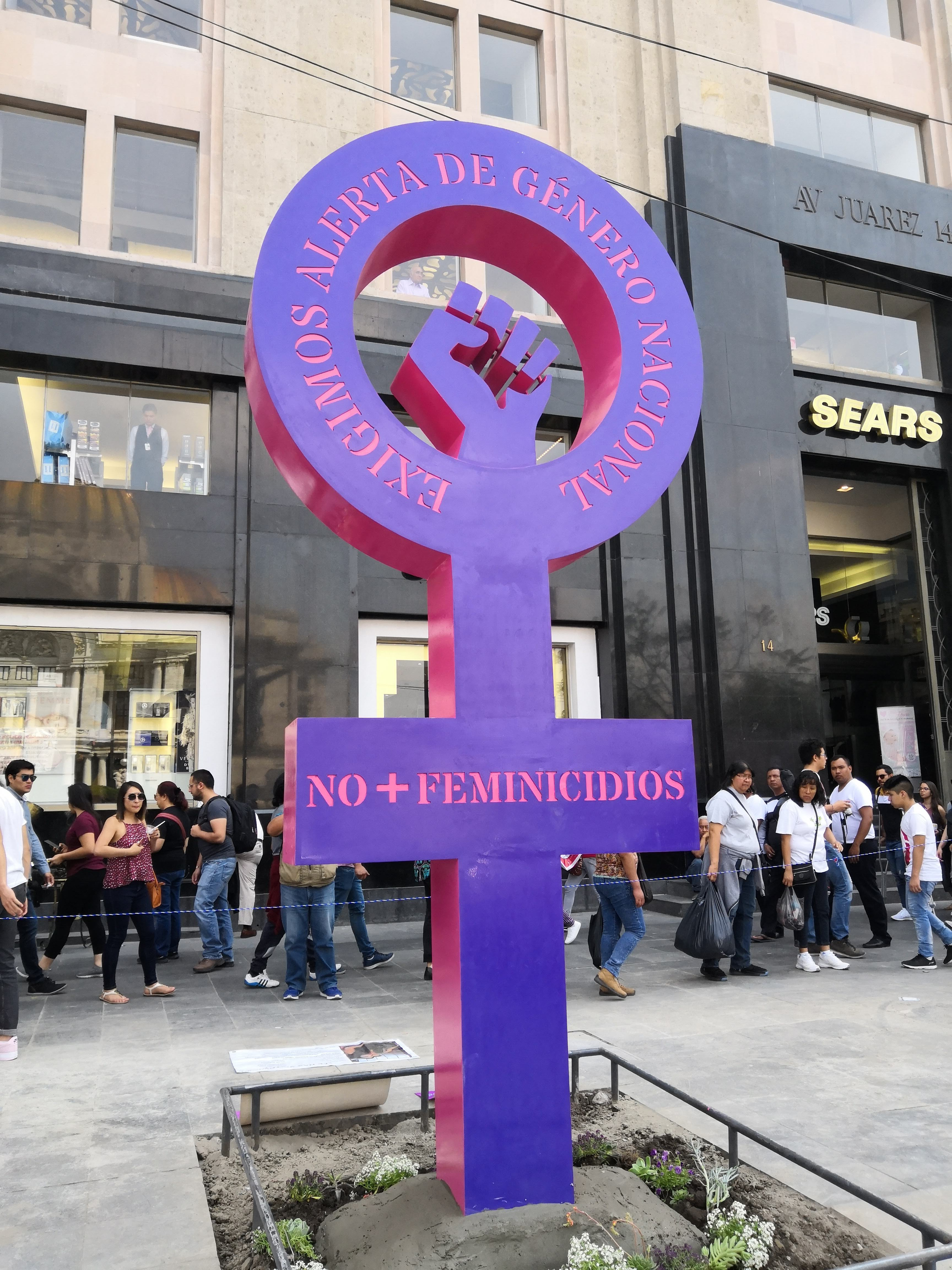
Антимонумент жертвам феміциду в Мехіко, 2019
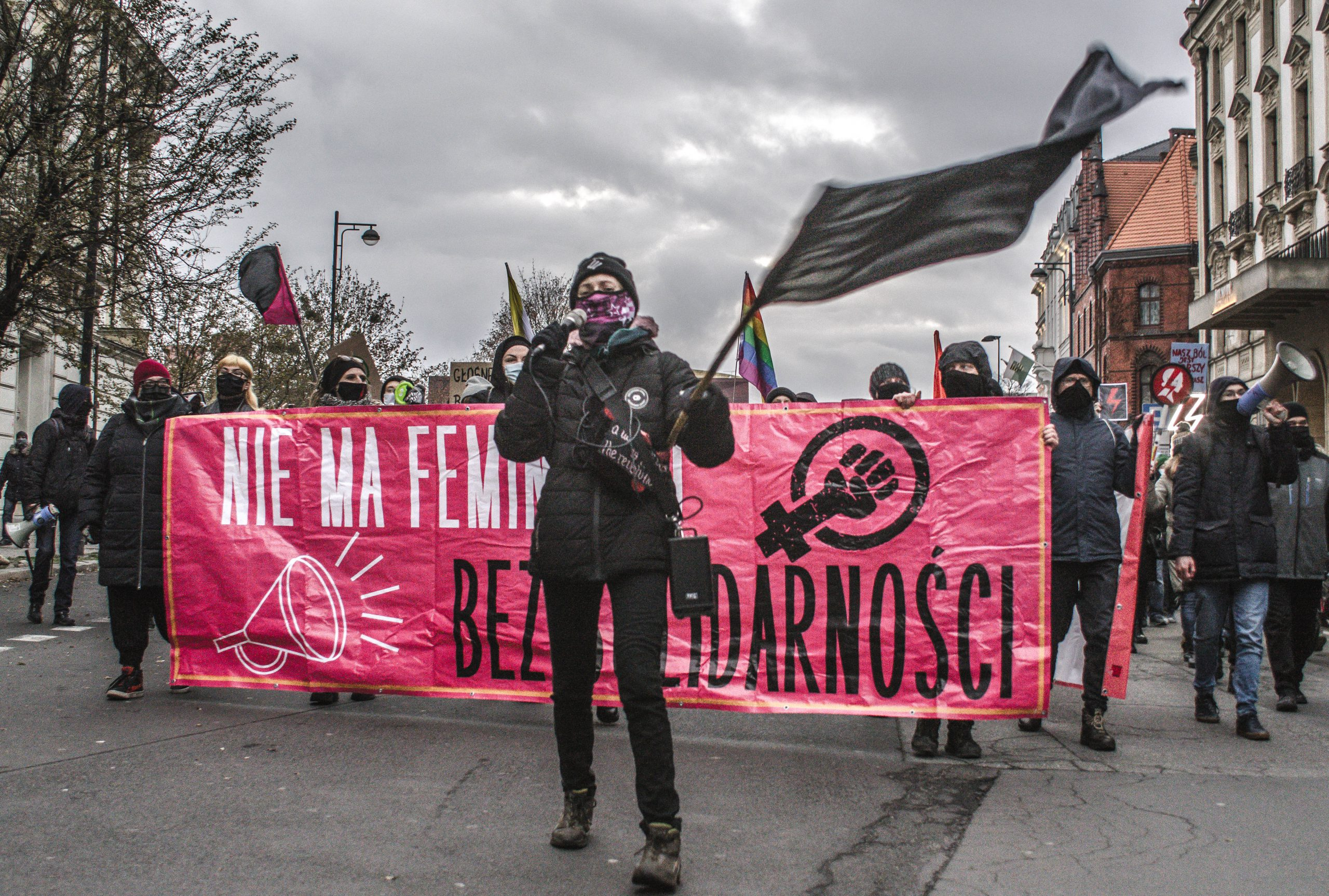
Анархофеміністки у Вроцлаві, 2020
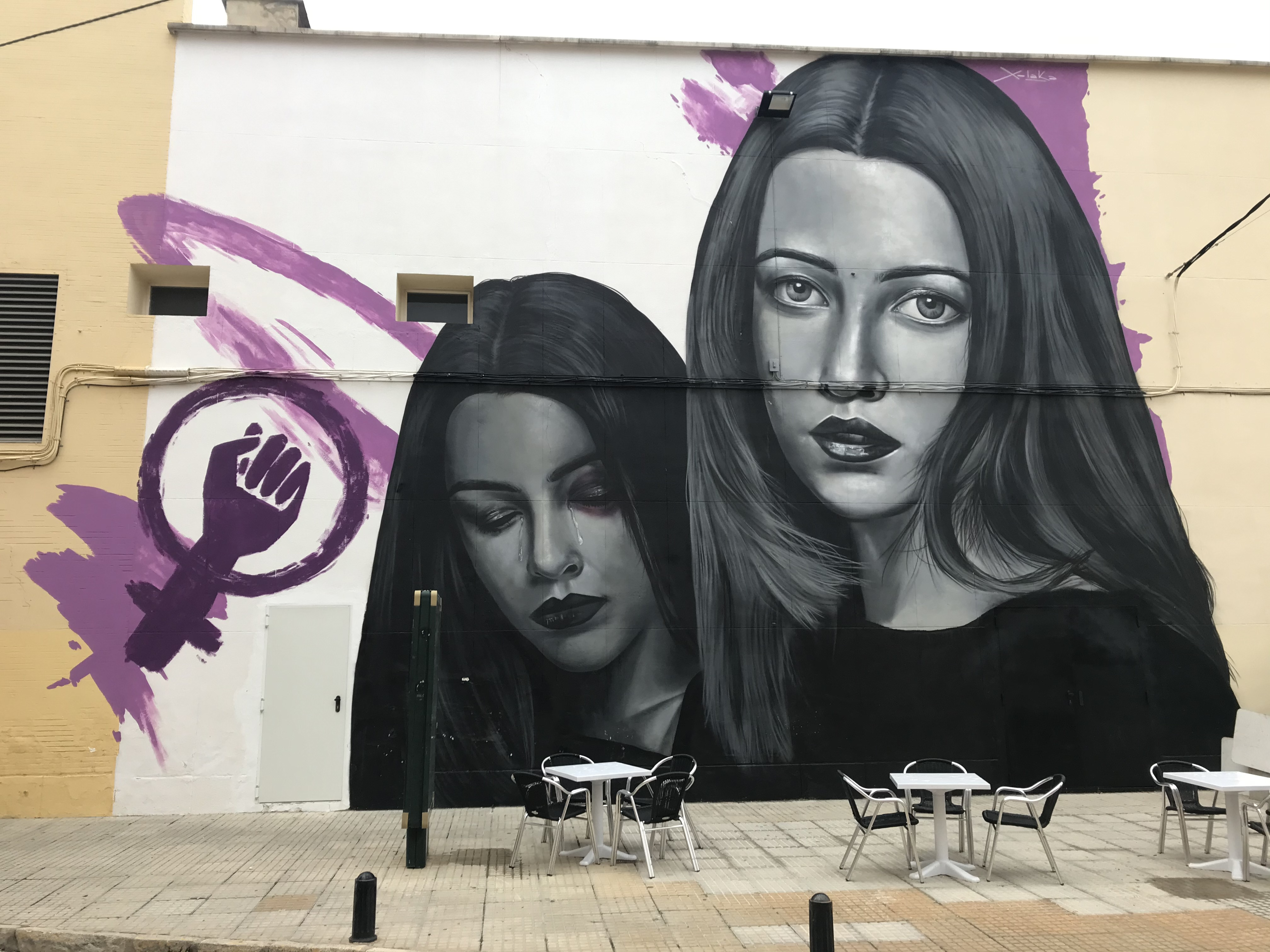
Мурал про насильство проти жінок у Пего, 2021
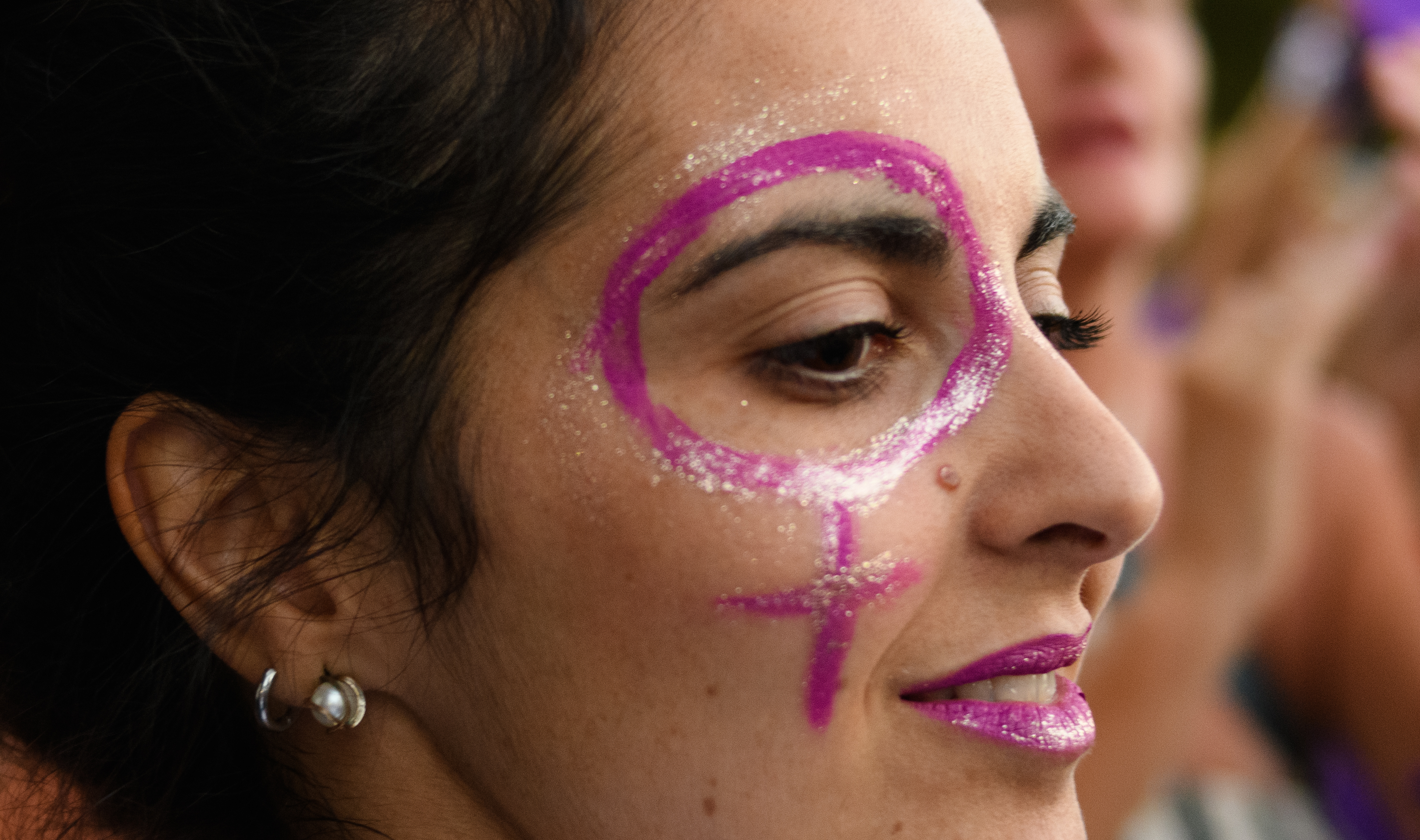
Марш жінок в Уругваї, 2022

Символ активно використовують у своїй символіці та логотипах феміністичні та жіночі організації й ініціативи.

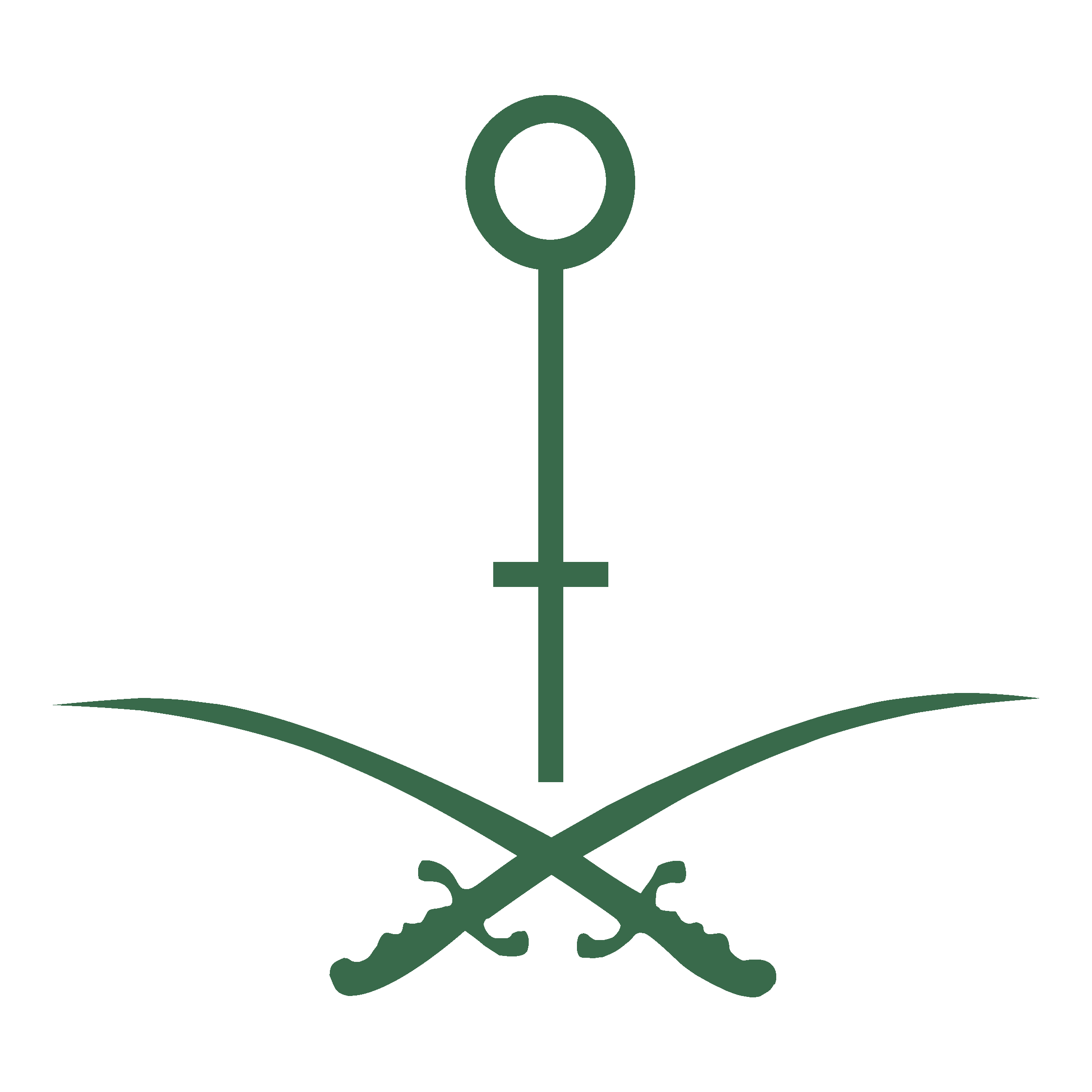
Жінки Саудівської Аравії
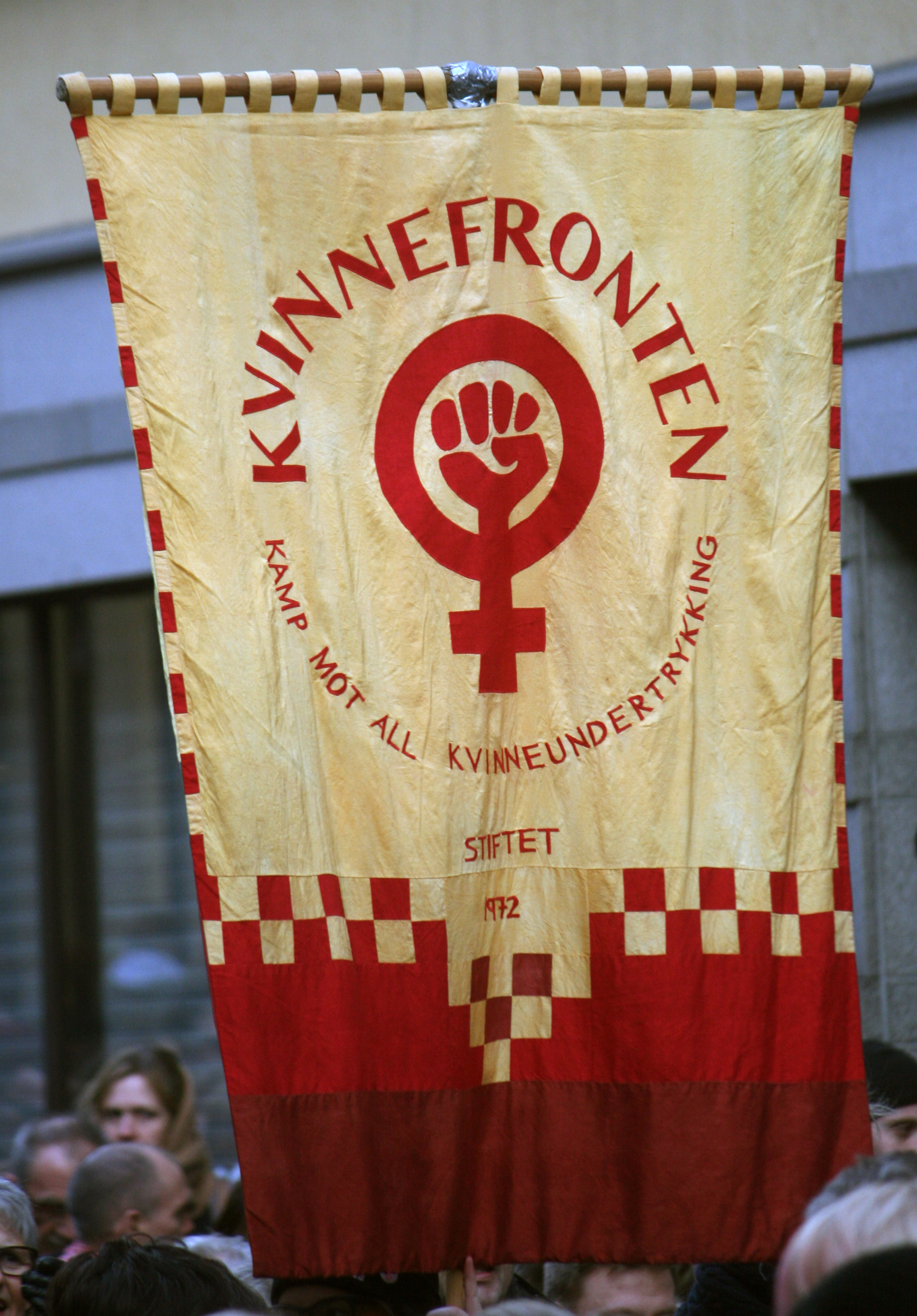
Норв. радфем-група Жіночий фронт[en], засн. в 1970-х
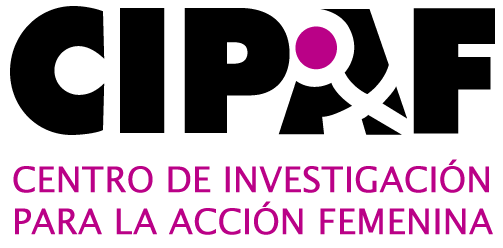
Фем-організація CIPAF, заснована в Домініканській Республіці в 1979
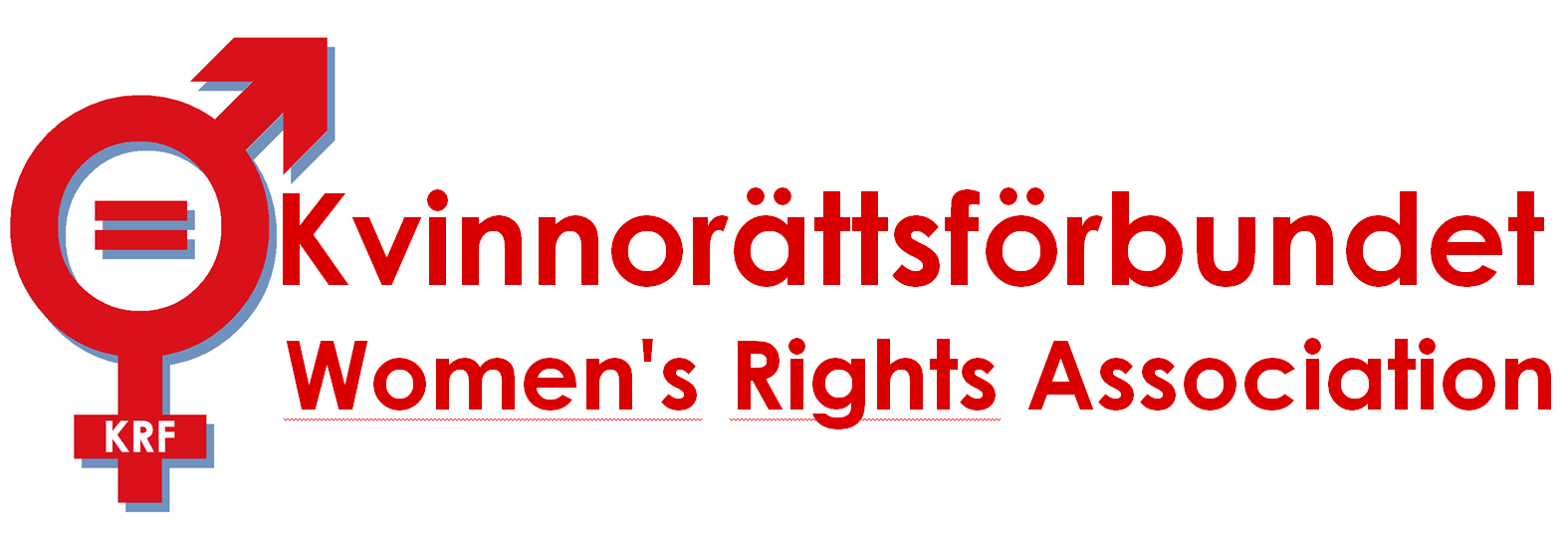
Шведська Асоціація прав жінок
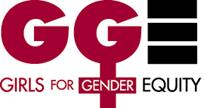
Дівчата за гендерну рівність, блекфем організація з Брукліна, заснована в 2000
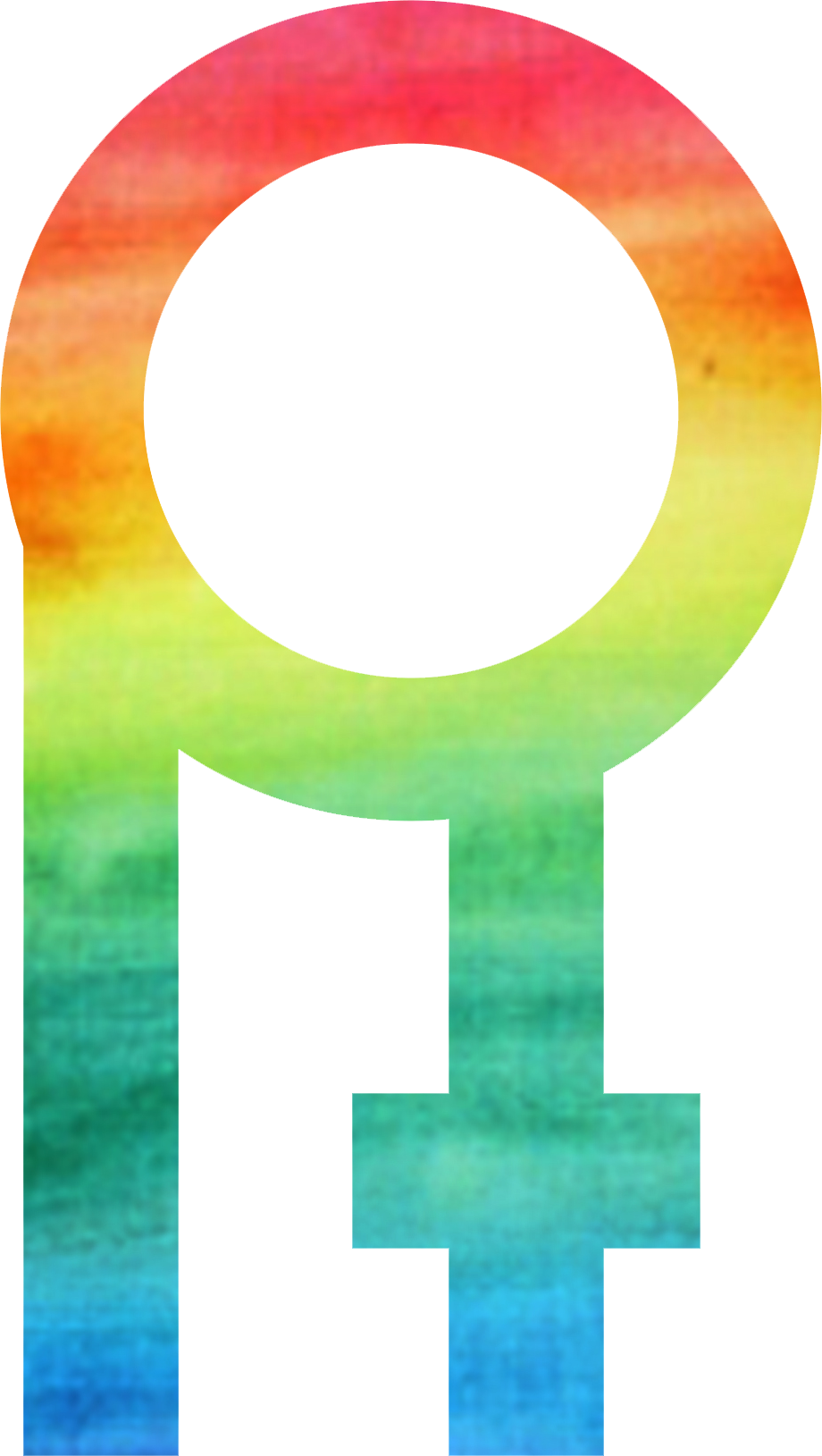
Курдська ЛГБТ+фем група Rasan[en], заснована в 2004
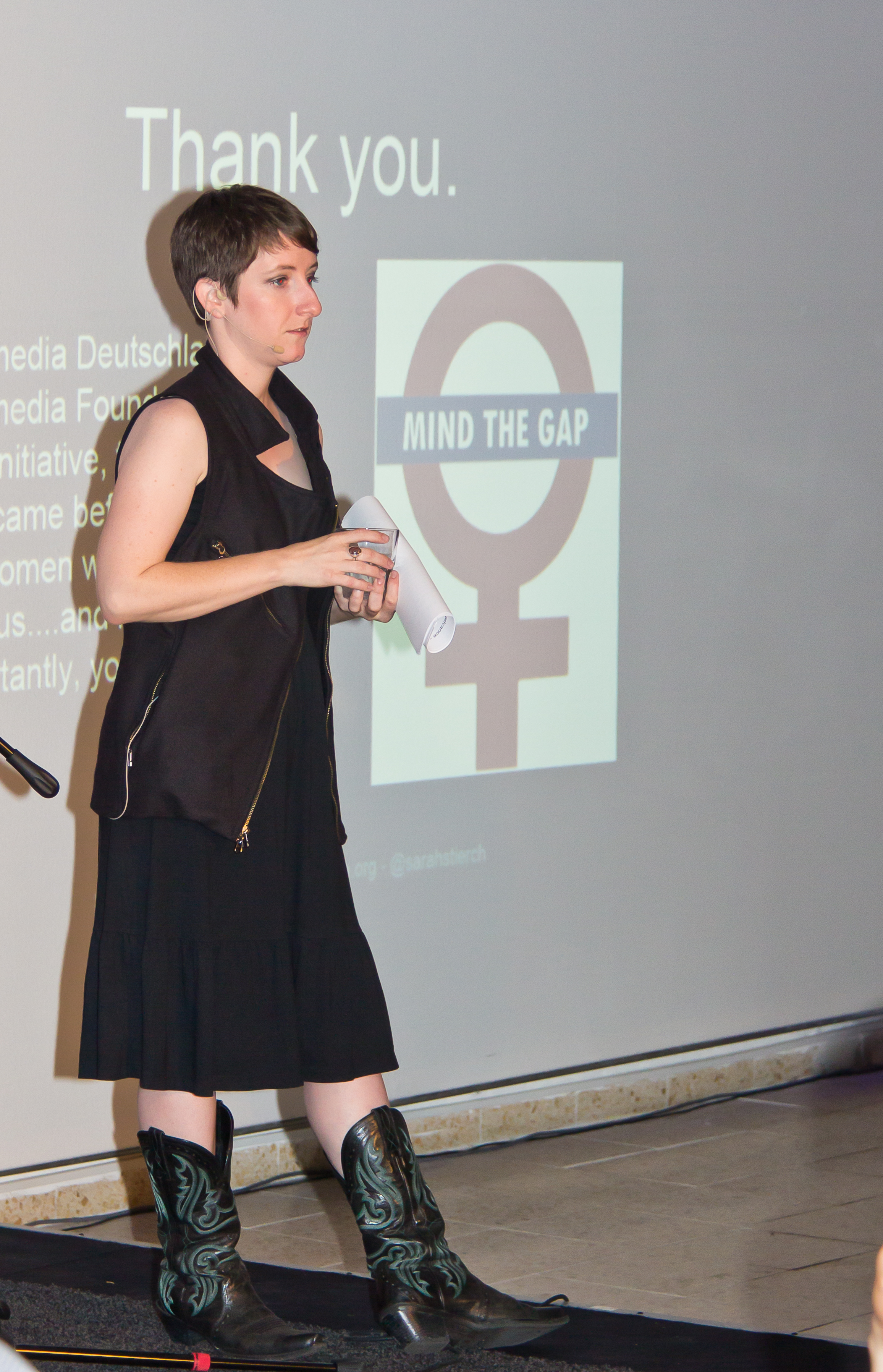
Sarah Stierch про сексизм у Вікіпедії, 2012
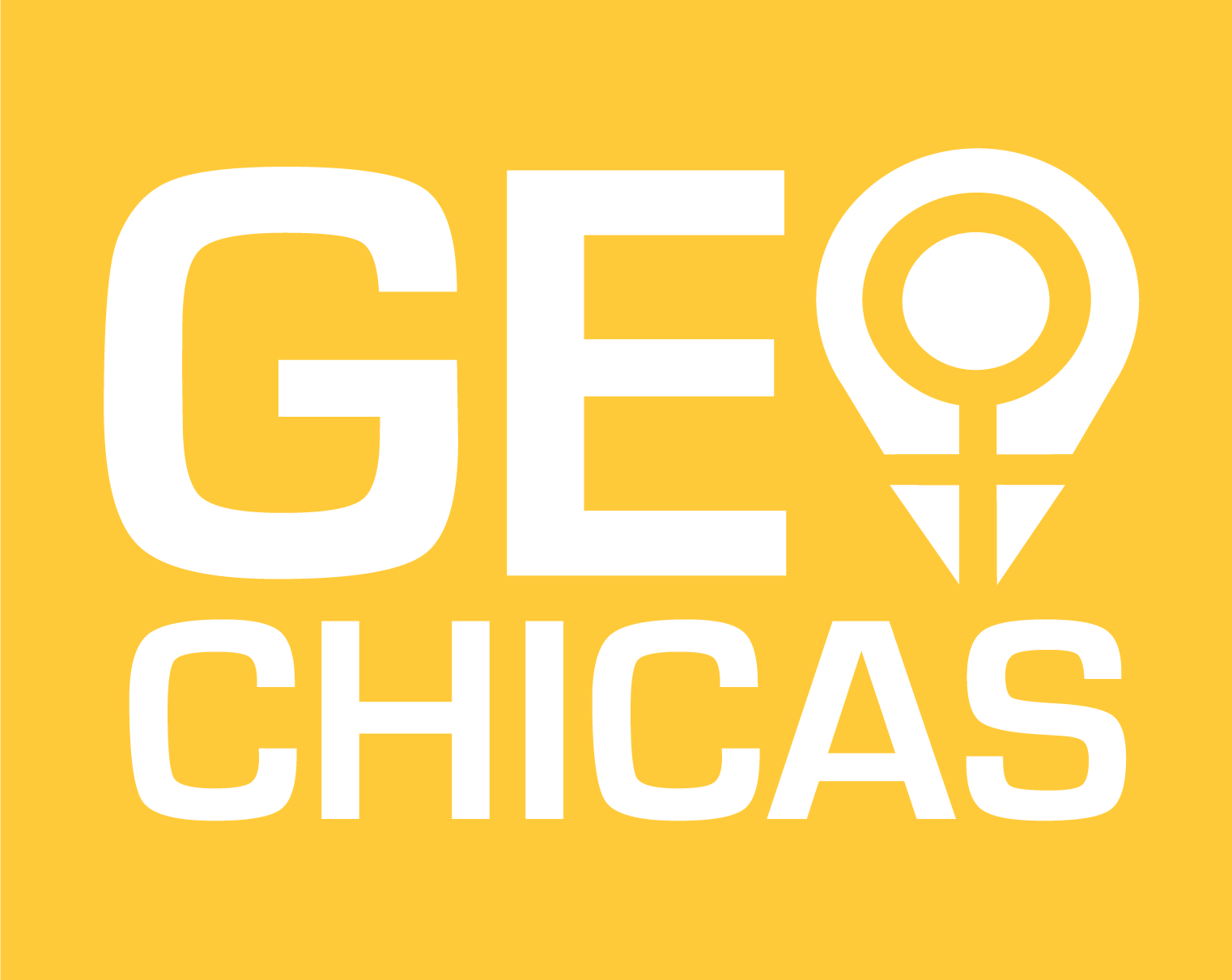
Лого OpenStreetMap-фемгрупи Geochicas[es], засн. 2016
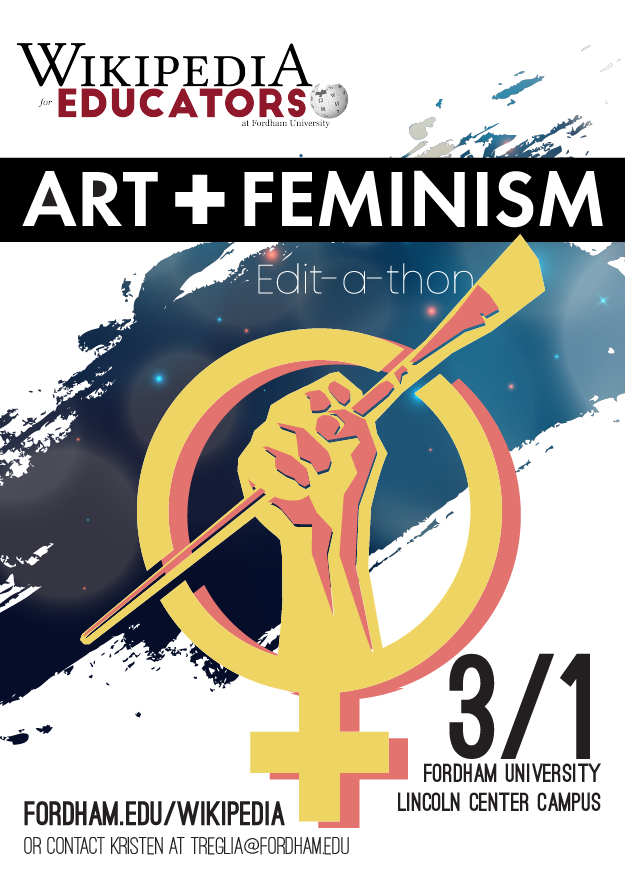
Постер вікімарафону Art+Feminism, 2019
Wikigap 2021

### У політиці: гендерна рівність, права жінок
Друга хвиля фемінізму виборола зрушення в політиках держав, а саме увагу до прав жінок та намагання впровадити менш дискримінаційні підходи. 1975-й рік оголошено Міжнародним роком жінок (як і наступне за ним десятиліття). Політичні зусилля з підтримки гендерної рівності, прав жінок та дівчат, а також позначення гендерної нерівності та сексизму широко залучають символ Венери у рекламі, інформаційних матеріалах та вебдизайні. Ним послуговуються в гендерних дослідженнях, моніторингах та звітностях щодо гендерного розриву тощо. При цьому використовують тільки ♀: варіант з кулаком залишився поширеним у активістському фемрусі (з тяжінням до радикального й анархічного).

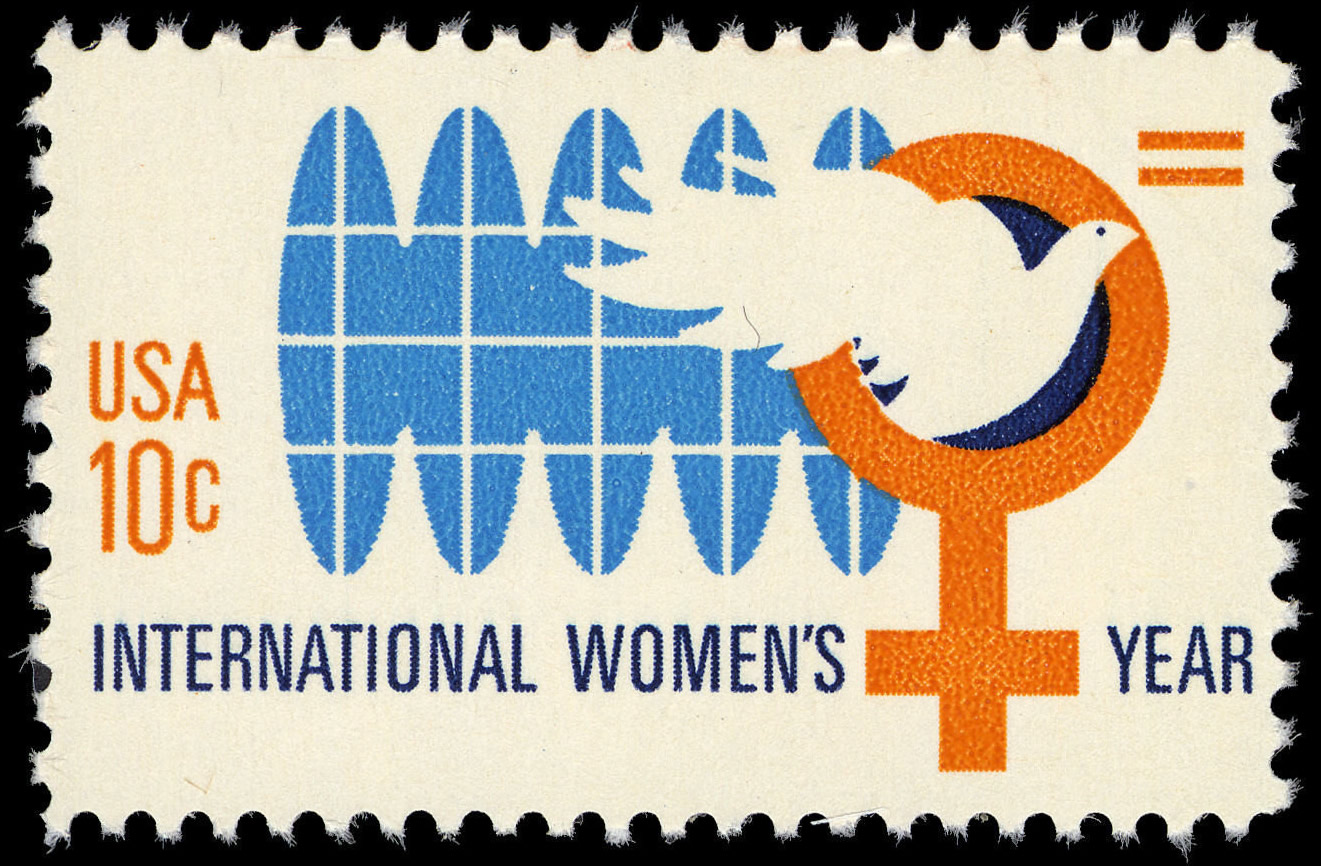
Марка США до 1975, Міжнародного року жінок (IWY)
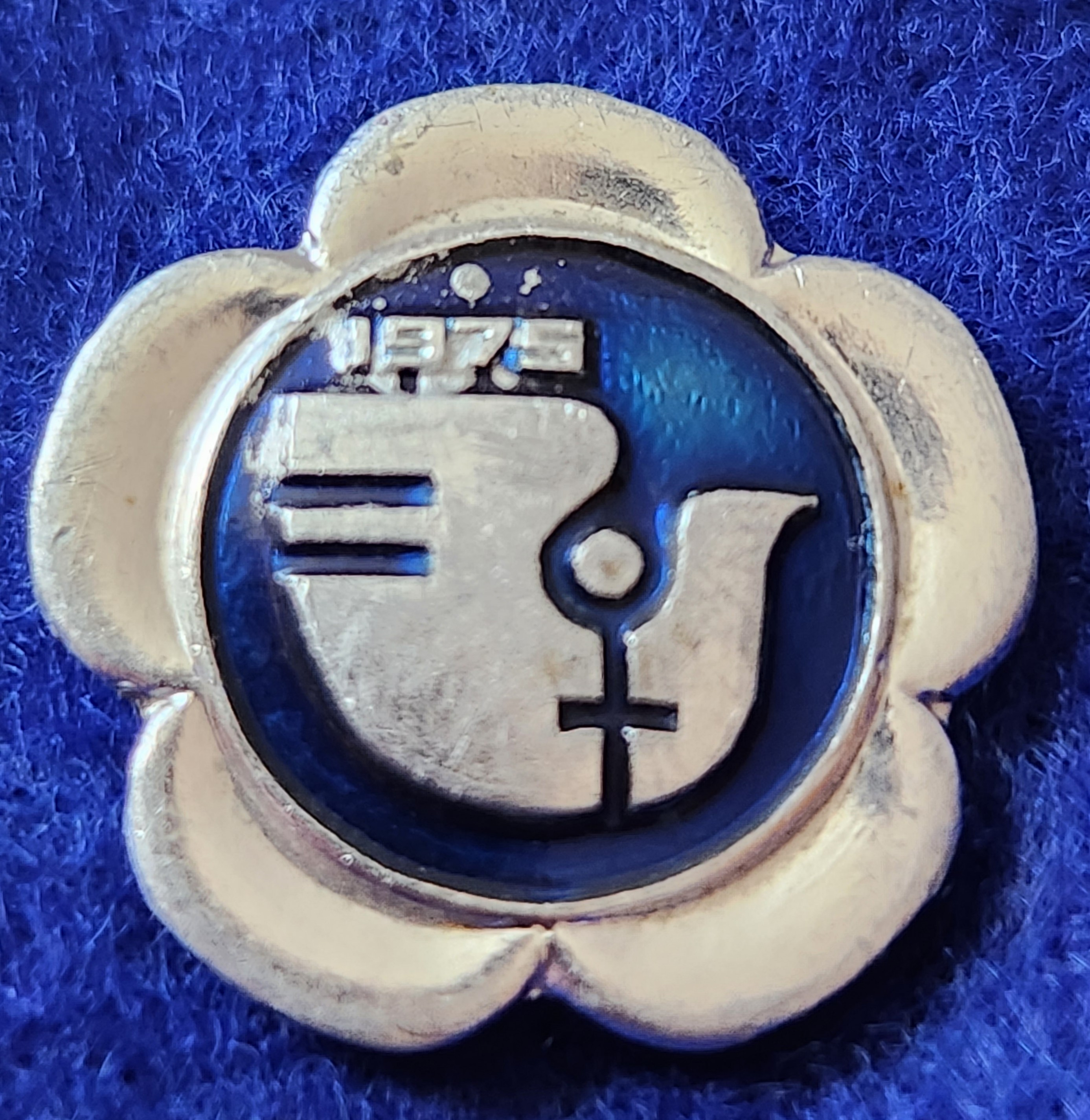
Значок до 1975, Міжнародного року жінок
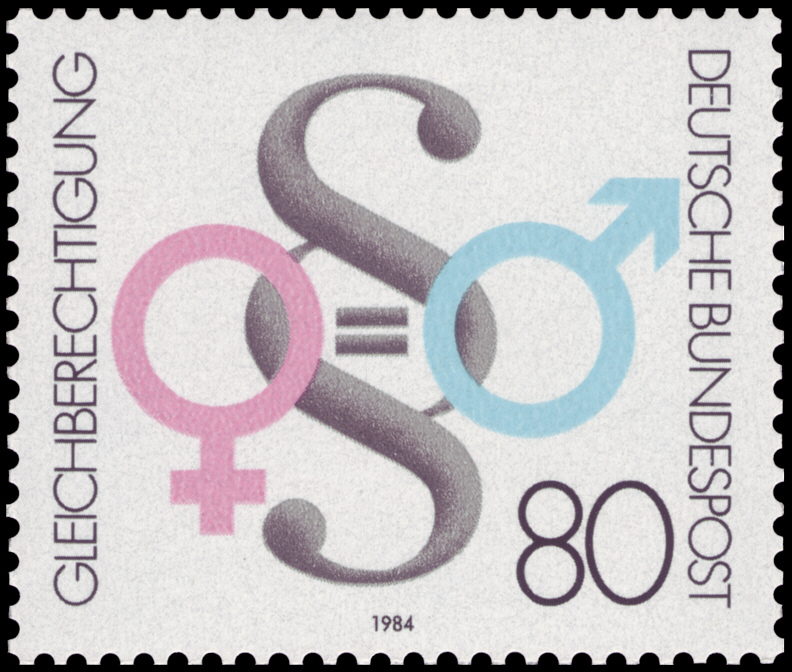
Рівні права — основа демократії. Німецька марка, 1984
Гендерний розрив в оплаті праці
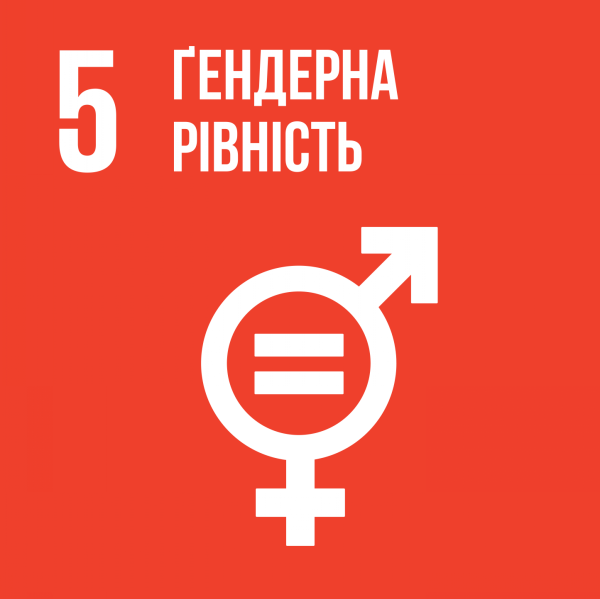
Ціль сталого розвитку 5: гендерна рівність,  2015

### У ЛГБТ-культурі: потяг до жінок
У символіці сексуальної орієнтації дзеркало Венери позначає романтичний чи сексуальний потяг до жінок. Два перетнуті дзеркала Венери (⚢) часто позначають лесбійство, починаючи з 1970-х років. Деякі феміністки використовували два дзеркала як знак сестринства, а лесбійство позначали трьома. У 1970-х деякі лесбійські феміністки використовували три накладені жіночі символи, щоб виразити свою відмову від чоловічих стандартів моногамії.

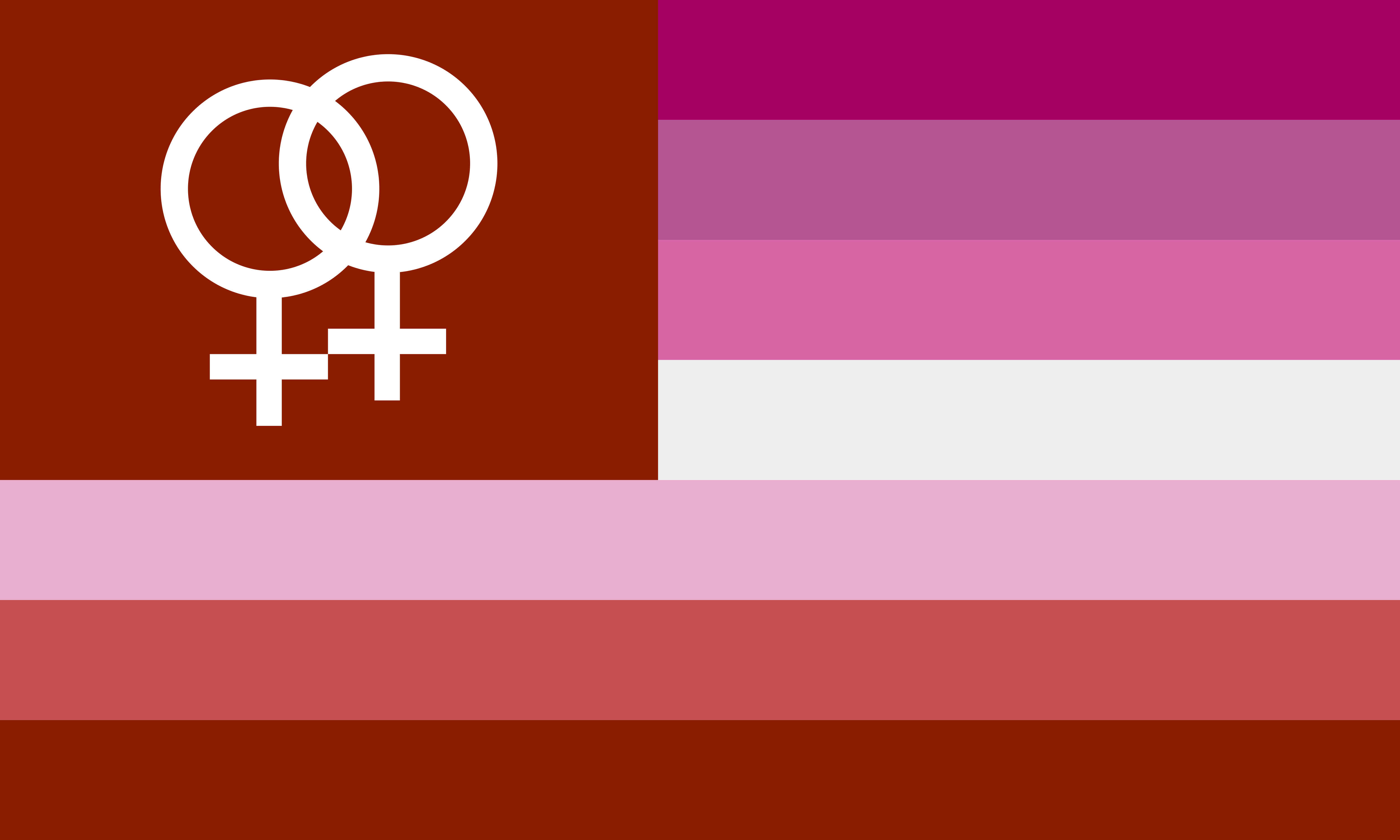
Лесбійський прапор гордості
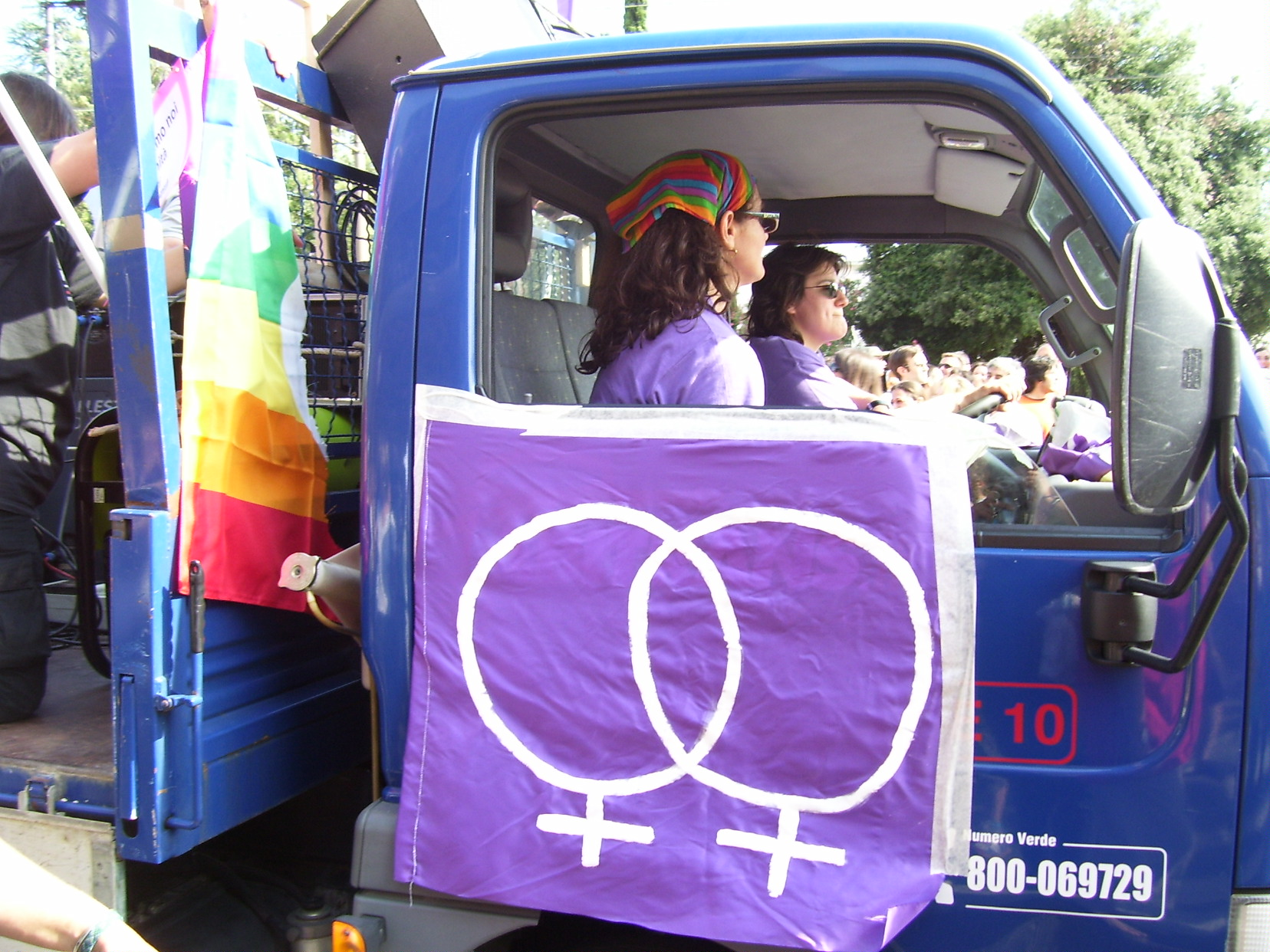
Прайд у Римі, 2007
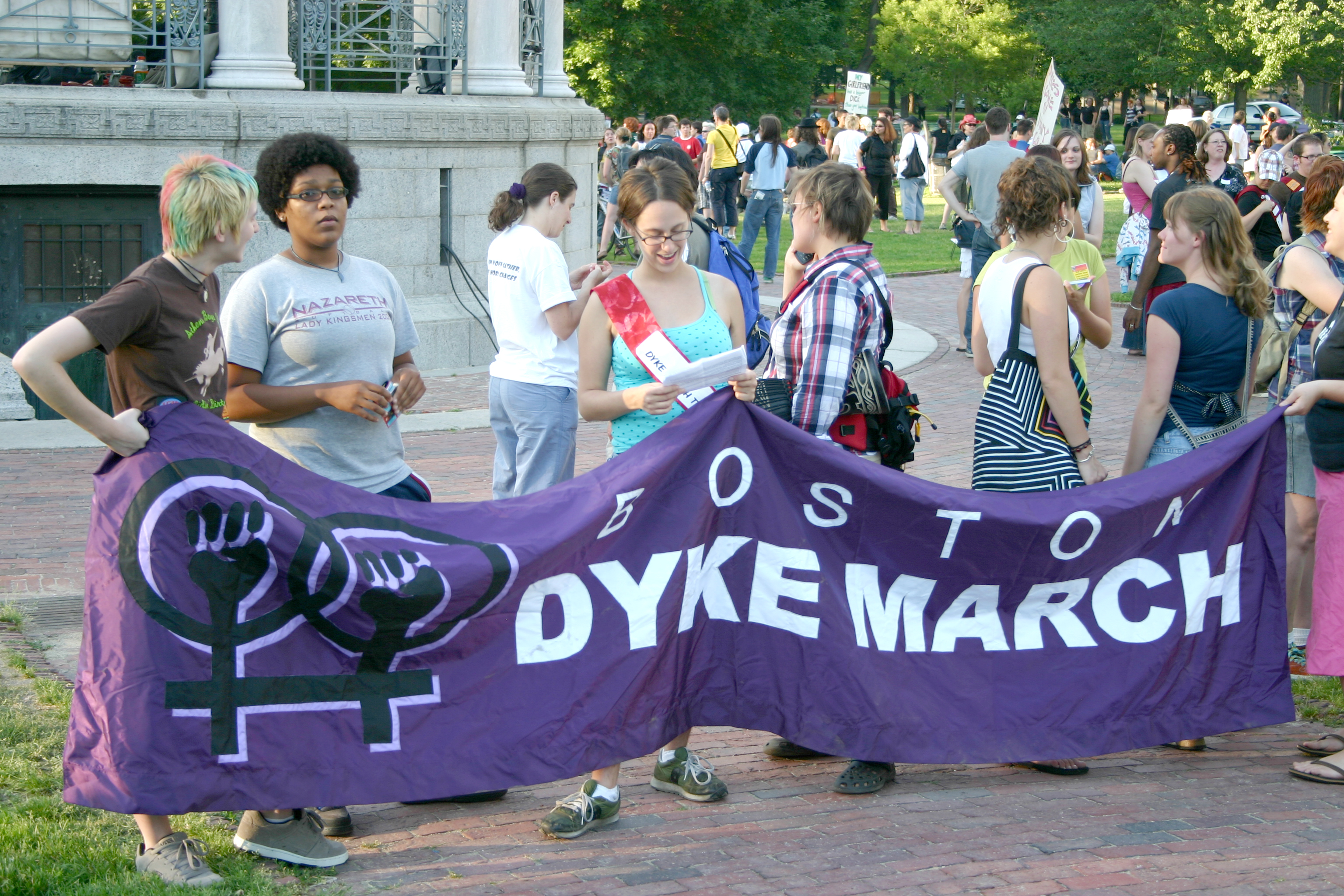
Дайк-марш у Бостоні, 2008
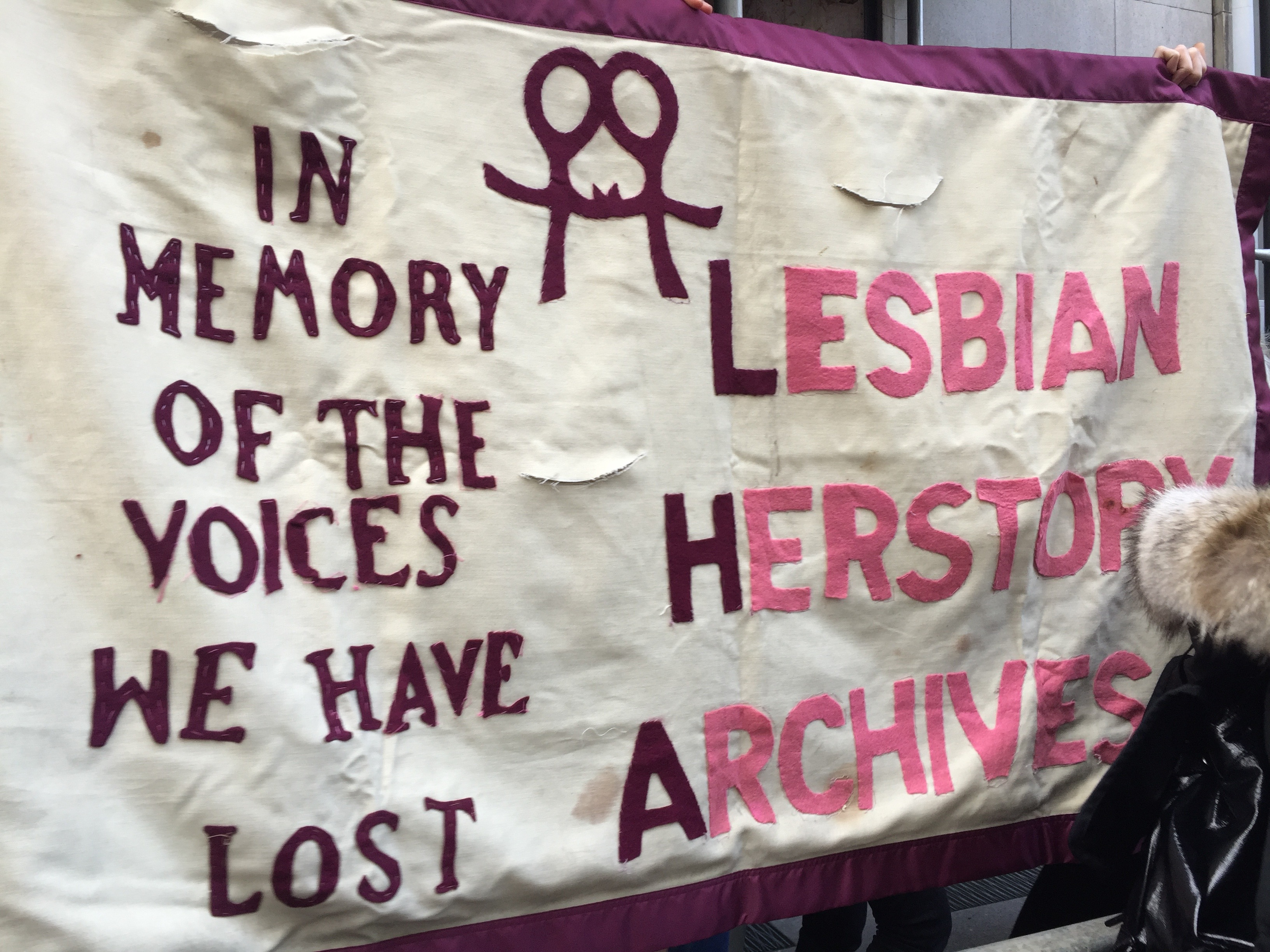
Лесбійський архів їїсторії, Бруклін, 2017

У 2000-х все численніші варіанти дзеркала Венери стали використовувати в контексті ЛГБТ-культури та політик. Деякі з них отримали Юнікоди (у блоці Різні символи) починаючи з версії 4.1 в 2005 році. Зокрема, спектр сексуальної орієнтації доповнився поняттями гендерної ідентичності. В контексті якої дзеркало Венери використовують для позначення, на відміну від жіночої статі, жіночого гендеру, тобто фемінності та фемінних характеристик.

Лесбійство
Жіноча бісексуальність
Жіноча бісексуальність
Гетеросексуальність
Сексуальність людини як континуум.
Поліамурні негетеросексуальні стосунки
Інтерсексність
Андрогінність
Інтерсексність, трансгендерність (U+26A5 ⚥)

### В міському плануванні: жіночі простори
Дзеркалом Венери маркуються для інтуїтивного орієнтування жіночі простори та послуги для жінок: туалети, перукарні, роздягальні, стоянки тощо. 
Жіночі громадські туалети в деяких країнах маркують колом (○), похідним від символу жіночої статі, поширеним у генеалогії.

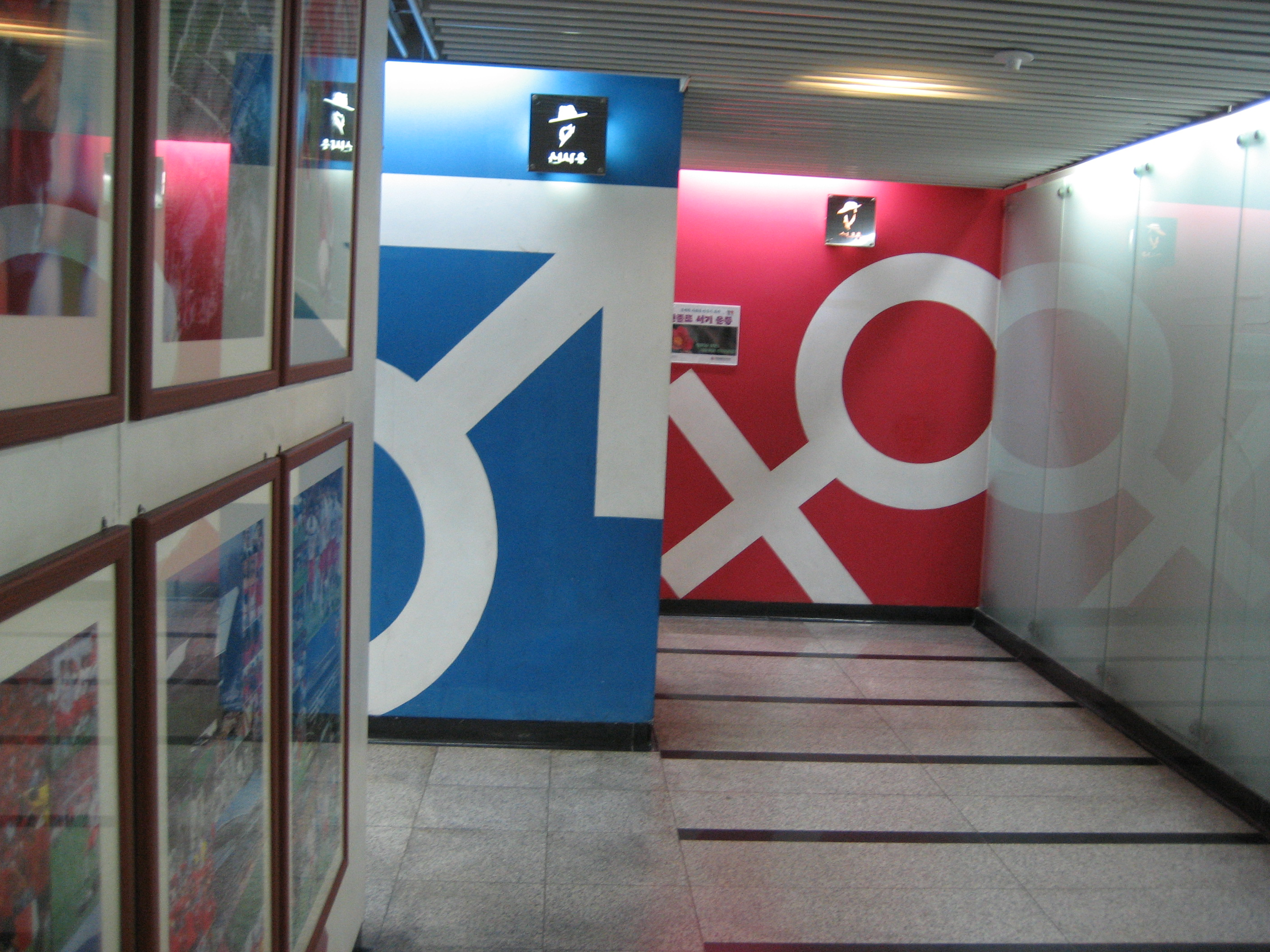
Публічні вбиральні на стадіоні Сеульського світового кубку
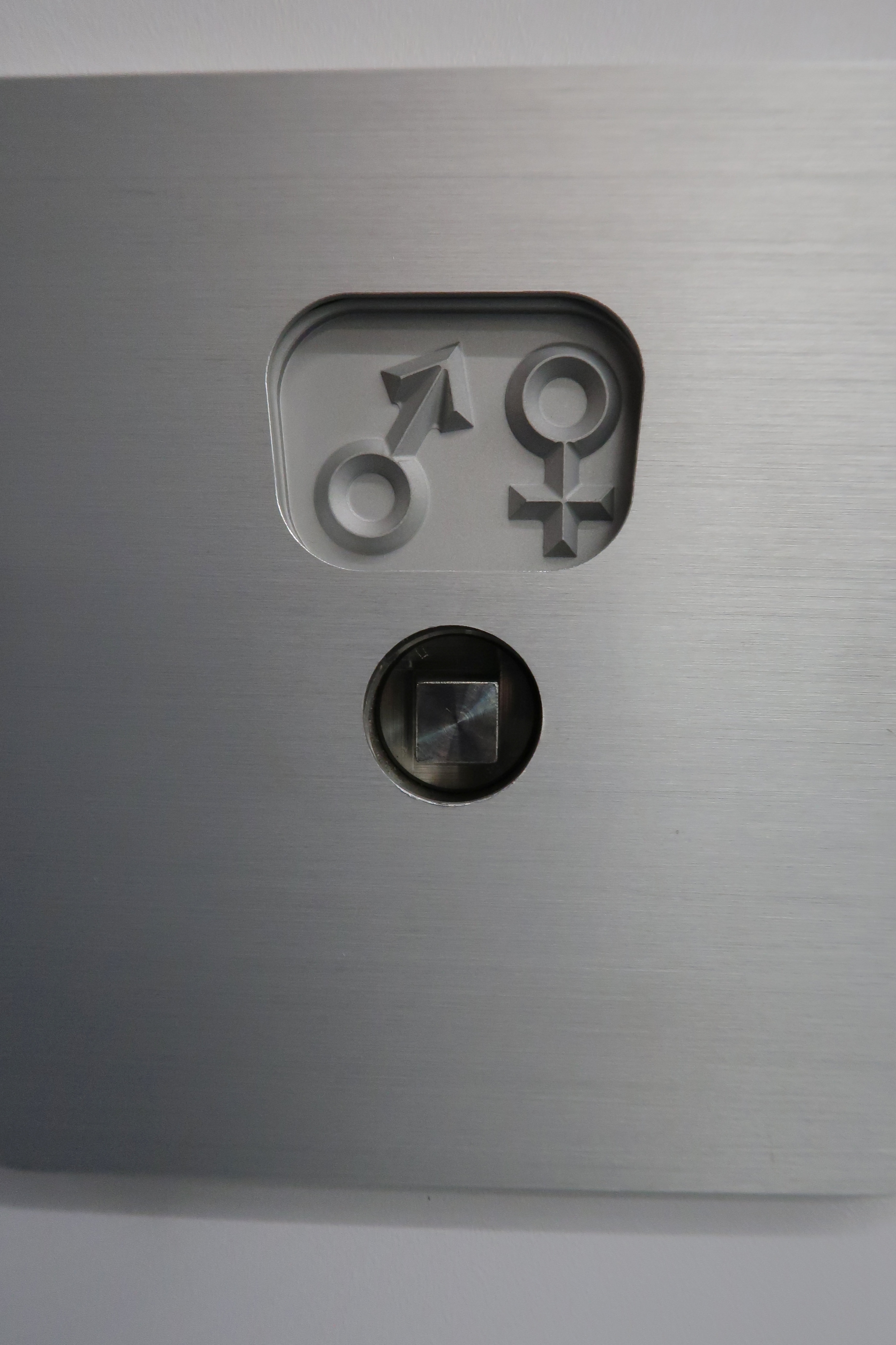
Унісекс-туалет потягу SBB RABe 501, Швейцарія
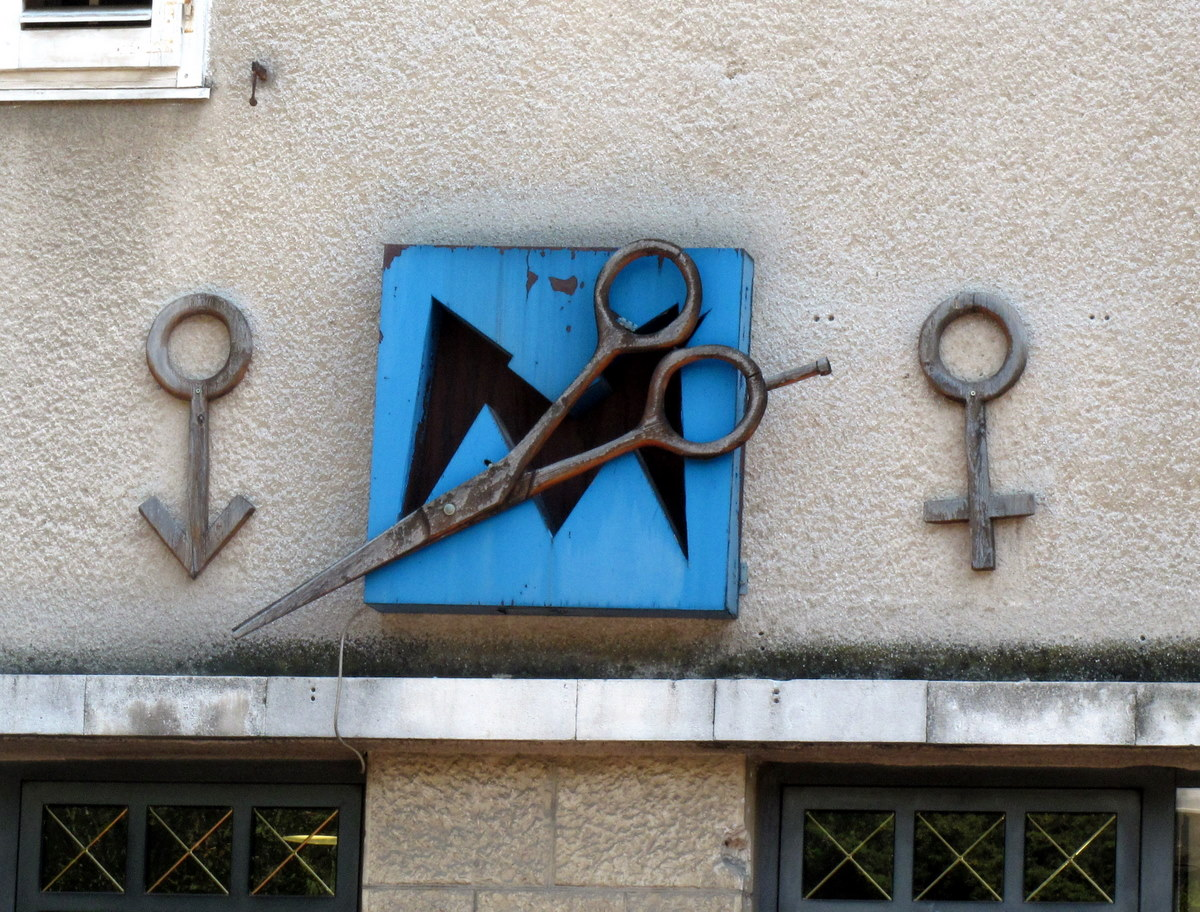
Перукарня унісекс у Хорватії
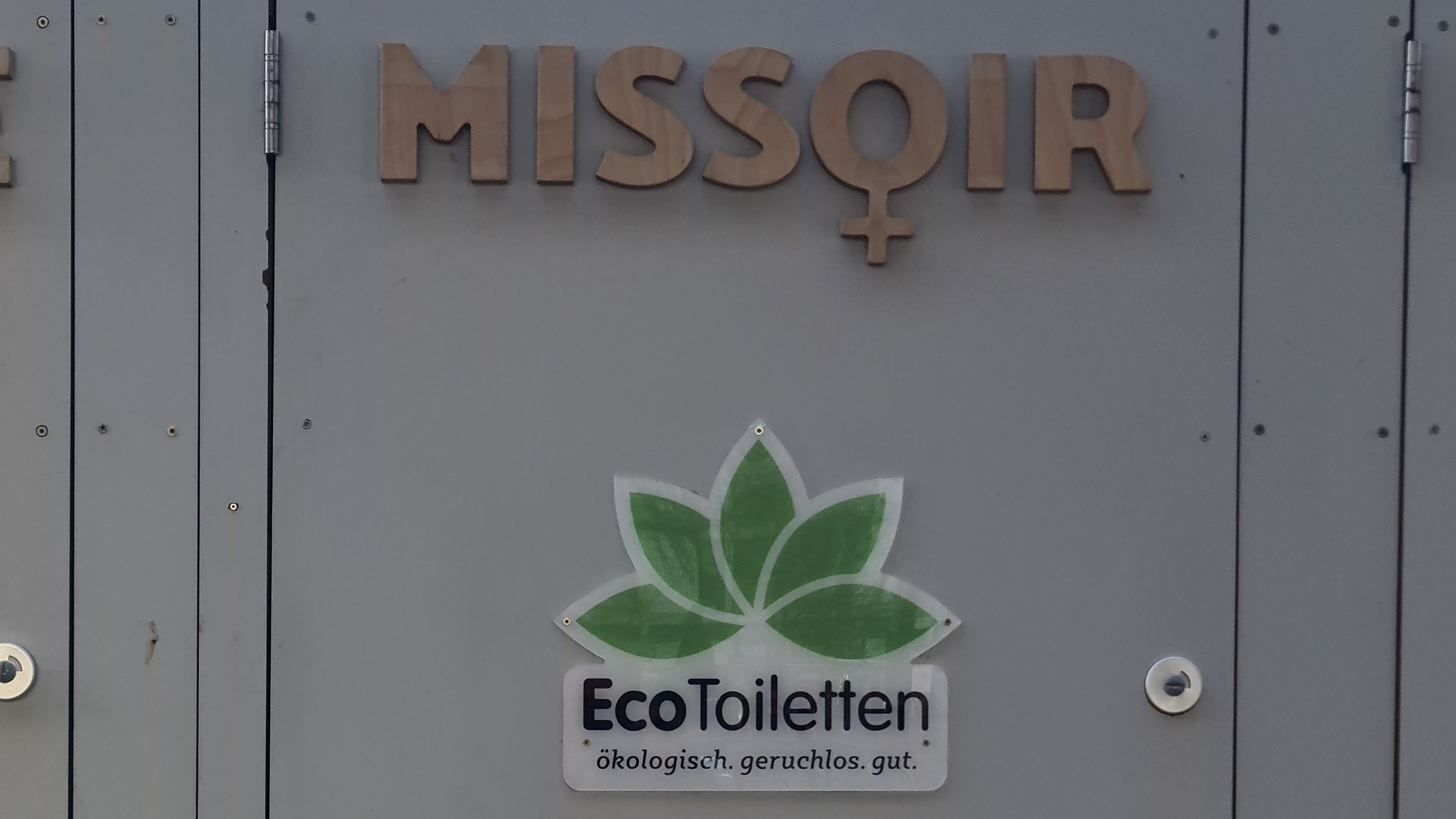
Жіночий екотуалет у Берліні
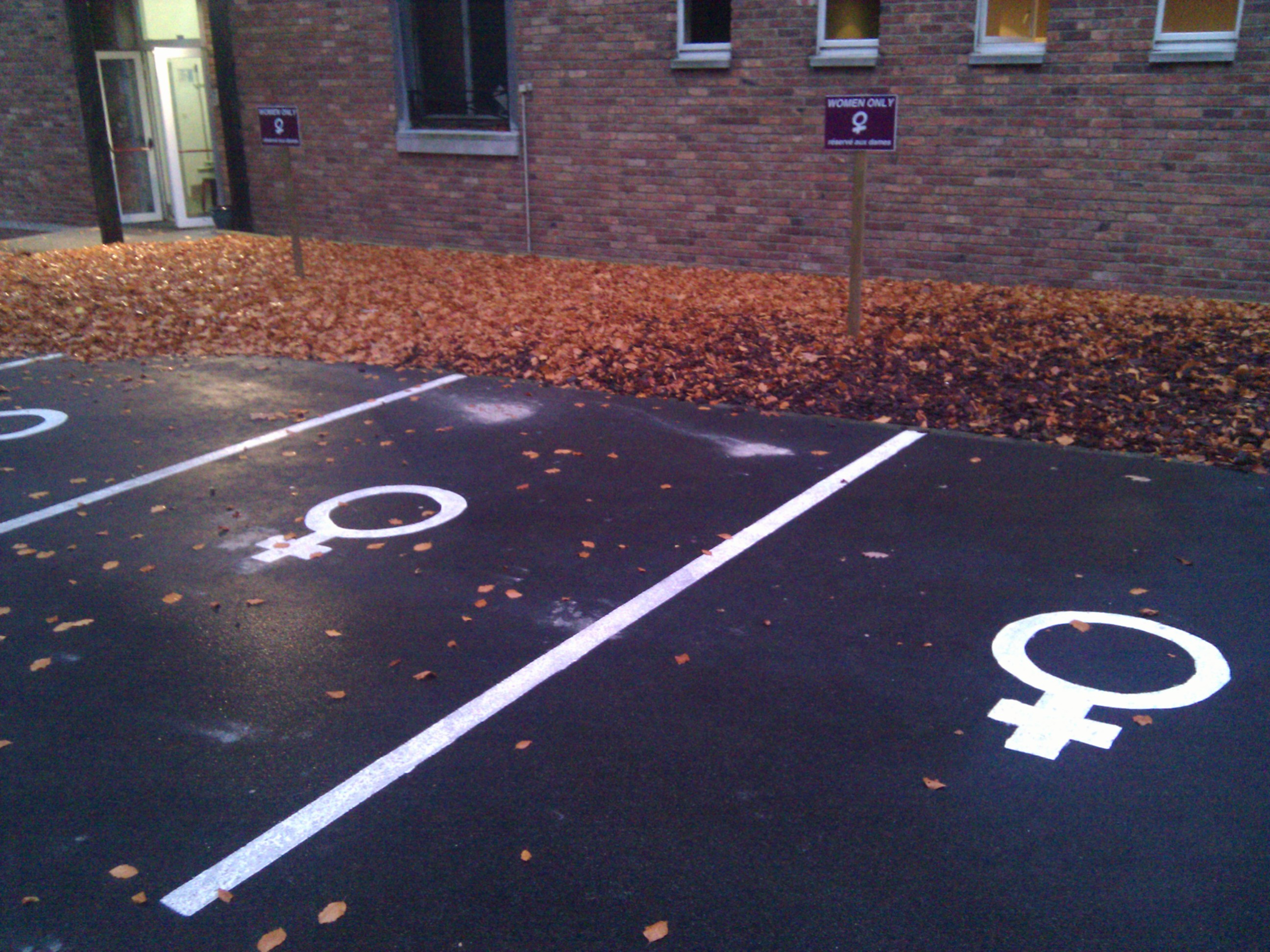
Автостоянка тільки для жінок, Бельгія